# Велика Британія на літніх Олімпійських іграх 2008
Велика Британія на літніх Олімпійських іграх 2008 у Пекіні (КНР) брала участь у двадцять шосте за свою історію і змагалася у 20 видах спорту. Країну представляли 547 делегатів, серед яких 311 спортсменів (168 чоловіків і 143 жінки) та 236 інших офіційних осіб.
Олімпійські ігри 2008 року стали найкращими для Великої Британія за всі часи окрім ігор 1908 року. Тоді Олімпіада проходила у Лондоні. Британці вибороли в Пекіні 47 медалей (19 золотих, 13 срібних та 15 бронзових). У неофіційному загальнокомандному підсумку Велика Британія посіла 4 місце.

## Медалісти
Наступні британські спортсмени здобули медалі на Олімпійських іграх 2008 у Пекіні. Всі змагання відбувались у серпня 2008 року.
| Медаль                      | Спортсмен | Вид спорту                      | Дисципліна                                    | Дата      |
| --------------------------- | --- | ------------------------------- | --------------------------------------------- | --------- |
| Золото                      | Ніколь Кук | Велоспорт                       | Групова шосейна гонка (жінки)                 | 10 серпня |
| Золото                      | Ребекка Адлінгтон | Плавання                        | 400 м вільним стилем (жінки)                  | 11 серпня |
| Золото                      | Кріс Гой Джейсон Кенні Джеймі Стафф | Велоспорт                       | Командний спринт (чоловіки)                   | 15 серпня |
| Золото                      | Ребекка Адлінгтон | Плавання                        | 800 м вільним стилем (жінки)                  | 16 серпня |
| Золото                      | Том Джеймс Енді Годж Пітер Рід Стів Вільямс | Академічне веслування           | четвірка парна без стерничого                 | 16 серпня |
| Золото                      | Бредлі Віґґінз | Велоспорт                       | Індивідуальна гонка переслідування (чоловіки) | 16 серпня |
| Золото                      | Кріс Гой | Велоспорт                       | Кейрін (чоловіки)                             | 16 серпня |
| Золото                      | Сара Ейтон Сара Вебб Піппа Вілсон | Вітрильний спорт                | клас «Інглінг»                                | 16 серпня |
| Золото                      | Марк Гантер Зек Перчес | Академічне веслування           | двійка парна, легка вага (чоловіки)           | 17 серпня |
| Золото                      | Бен Ейнслі | Вітрильний спорт                | клас Фін                                      | 17 серпня |
| Золото                      | Ребекка Ромеро | Велоспорт                       | Індивідуальна гонка переслідування (жінки)    | 17 серпня |
| Золото                      | Ед Кленсі Пол Меннінг Джерейнт Томас Бредлі Віґґінз | Велоспорт                       | Командна гонка переслідування (чоловіки)      | 18 серпня |
| Золото                      | Пол Ґудісон | Вітрильний спорт                | Клас «Лазер» (чоловіки)                       | 19 серпня |
| Золото                      | Вікторія Пендлтон | Велоспорт                       | Спринт (жінки)                                | 19 серпня |
| Золото                      | Кріс Гой | Велоспорт                       | Спринт (чоловіки)                             | 19 серпня |
| Золото                      | Крістін Огуруоґу | Легка атлетика                  | Біг на 400 м                                  | 19 серпня |
| Золото                      | Аєн Персі Ендрю Сімпсон | Вітрильний спорт                | клас «Зоряний»                                | 21 серпня |
| Золото                      | Тім Брабантс | Веслування на байдарках і каное | Байдарка-одиночна, 1000 м (чоловіки)          | 22 серпня |
| Золото                      | Джеймс Дегейл | Бокс                            | до 75 кг                                      | 23 серпня |
| Срібло                      | Девід Флоренс | Веслування на байдарках і каное | Слалом, каное-одиночки (чоловіки)             | 12 серпня |
| Срібло                      | Емма Пулі | Велоспорт                       | Роздільна шосейна гонка (жінки)               | 13 серпня |
| Срібло                      | Росс Едґар | Велоспорт                       | Кейрін (чоловіки)                             | 16 серпня |
| Срібло                      | Деббі Флад Кетрін Грейнджер Френсіс Гаутон Енні Вернон | Академічне веслування           | четвірка парна (жінки)                        | 17 серпня |
| Срібло                      | Венді Гувенаґел | Велоспорт                       | Індивідуальна гонка переслідування (жінки)    | 17 серпня |
| Срібло                      | \| Алестер Гіткот \| \| Алекс Партрідж \| \| \| \| Меттью Ленгрідж \| \| Колін Сміт \| \| \| \| Том Люсі \| \| Том Стеллард \| \| \| \| Ейсер Нетеркотт (стерничий) \| \| Джош Вест \| \| \| | Академічне веслування           | Вісімки (чоловіки)                            | 17 серпня |
| Срібло                      | Джонатан Ґленфілд Нік Роджерс | Вітрильний спорт                | клас «470»                                    | 18 серпня |
| Срібло                      | Джейсон Кенні | Велоспорт                       | Спринт (чоловіки)                             | 19 серпня |
| Срібло                      | Джермейн Мейсон | Легка атлетика                  | Стрибки у висоту (чоловіки)                   | 19 серпня |
| Срібло                      | Кері-Енн Пейн | Плавання                        | Марафон 10 кілометрів (жінки)                 | 20 серпня |
| Срібло                      | Давід Девіс | Плавання                        | 10 км у відкритій воді (чоловіки)             | 21 серпня |
| Срібло                      | Філліпс Ідову | Легка атлетика                  | потрійний стрибок (чоловіки)                  | 21 серпня |
| Срібло                      | Гезер Фелл | Сучасне п'ятиборство            | Сучасне п'ятиборство (жінки)                  | 22 серпня |
| Бронза                      | Джоенн Джексон | Плавання                        | 400 м вільним стилем (жінки)                  | 11 серпня |
| Бронза                      | Тіна Кук Дейзі Дік Вільям Фокс-Пітт Шерон Гант Мері Кінг | Кінний спорт                    | Командне триборство                           | 12 серпня |
| Бронза                      | Тіна Кук | Кінний спорт                    | Індивідуальне триборство                      | 12 серпня |
| Бронза                      | Анна Бебінгтон Ілайз Леверік | Академічне веслування           | Парні двійки (жінки)                          | 16 серпня |
| Бронза                      | Стівен Роуботам Меттью Веллс | Академічне веслування           | Парні двійки (чоловіки)                       | 16 серпня |
| Бронза                      | Кріс Ньютон | Велоспорт                       | Перегони за очками (чоловіки)                 | 16 серпня |
| Бронза                      | Стівен Берк | Велоспорт                       | Індивідуальна гонка переслідування (чоловіки) | 16 серпня |
| Бронза                      | Луїс Сміт | Гімнастика                      | Кінь (чоловіки)                               | 17 серпня |
| Бронза                      | Кессі Петтен | Плавання                        | Марафон 10 кілометрів (жінки)                 | 20 серпня |
| Бронза                      | Брайоні Шоу | Вітрильний спорт                | Клас «RS: X» (жінки)                          | 20 серпня |
| Бронза                      | Таша Денверс | Легка атлетика                  | Біг на 400 метрів з бар'єрами (жінки)         | 20 серпня |
| Бронза                      | Тоні Джеффріс | Бокс                            | До 81 кг                                      | 22 серпня |
| Бронза                      | Девід Прайс | Бокс                            | Понад 91 кг                                   | 22 серпня |
| Бронза                      | Тім Брабантс | Веслування на байдарках і каное | Байдарки-одиночки 500 м (чоловіки)            | 23 серпня |
| Бронза                      | Сара Стівенсон | Тхеквондо                       | Понад 67 кг (жінки)                           | 23 серпня |
| Алестер Гіткот              | | Алекс Партрідж                  |                                               |           |
| Меттью Ленгрідж             | | Колін Сміт                      |                                               |           |
| Том Люсі                    | | Том Стеллард                    |                                               |           |
| Ейсер Нетеркотт (стерничий) | | Джош Вест                       |                                               |           |

| Алестер Гіткот              |  | Алекс Партрідж |  |  |
| Меттью Ленгрідж             |  | Колін Сміт     |  |  |
| Том Люсі                    |  | Том Стеллард   |  |  |
| Ейсер Нетеркотт (стерничий) |  | Джош Вест      |  |  |

| Медалі за видом спорту          | Медалі за видом спорту | Медалі за видом спорту | Медалі за видом спорту | Медалі за видом спорту |
| ------------------------------- | ---------------------- | ---------------------- | ---------------------- | ---------------------- |
| Вид спорту                      | 1                      | 2                      | 3                      | Разом                  |
| Велоспорт                       | 8                      | 4                      | 2                      | 14                     |
| Академічне веслування           | 2                      | 2                      | 2                      | 6                      |
| Легка атлетика                  | 1                      | 2                      | 1                      | 4                      |
| Бокс                            | 1                      | 0                      | 2                      | 3                      |
| Кінний спорт                    | 0                      | 0                      | 2                      | 2                      |
| Веслування на байдарках і каное | 1                      | 1                      | 1                      | 3                      |
| Вітрильний спорт                | 4                      | 1                      | 1                      | 6                      |
| Тхеквондо                       | 0                      | 0                      | 1                      | 1                      |
| Гімнастика                      | 0                      | 0                      | 1                      | 1                      |
| Плавання                        | 2                      | 2                      | 2                      | 6                      |
| Сучасне п'ятиборство            | 0                      | 1                      | 0                      | 1                      |
| Всього                          | 19                     | 13                     | 15                     | 47                     |

### Багаторазові медалісти
Наступні спортсмени Великої Британії вибороли декілька медалей на літніх Олімпійських іграх 2008:
| Name              | Медалі        | Вид спорту                      | Змагання                                                                               |
| ----------------- | ------------- | ------------------------------- | -------------------------------------------------------------------------------------- |
| Кріс Гой          | Золото        | Велоспорт                       | командний спринт спринт кейрін (чоловіки)                                              |
| Бредлі Віґґінз    | Золото        | Велоспорт                       | Командна гонка переслідування (чоловіки) Індивідуальна гонка переслідування (чоловіки) |
| Ребекка Адлінгтон | Золото        | Плавання                        | 400 метрів вільним стилем (жінки) 800 метрів вільним стилем (жінки)                    |
| Джейсон Кенні     | Золото Срібло | Велоспорт                       | командний спринт (чоловіки) Спринт (чоловіки)                                          |
| Тім Брабантс      | Золото Бронза | Веслування на байдарках і каное | Байдарка-одиночка, 1000 м (чоловіки) байдарка-одиночка, 500 метрів (чоловіки)          |
| Тіна Кук          | Бронза        | Кінний спорт                    | командне триборство індивідуальне триборство                                           |

## Сподівання на нагороди

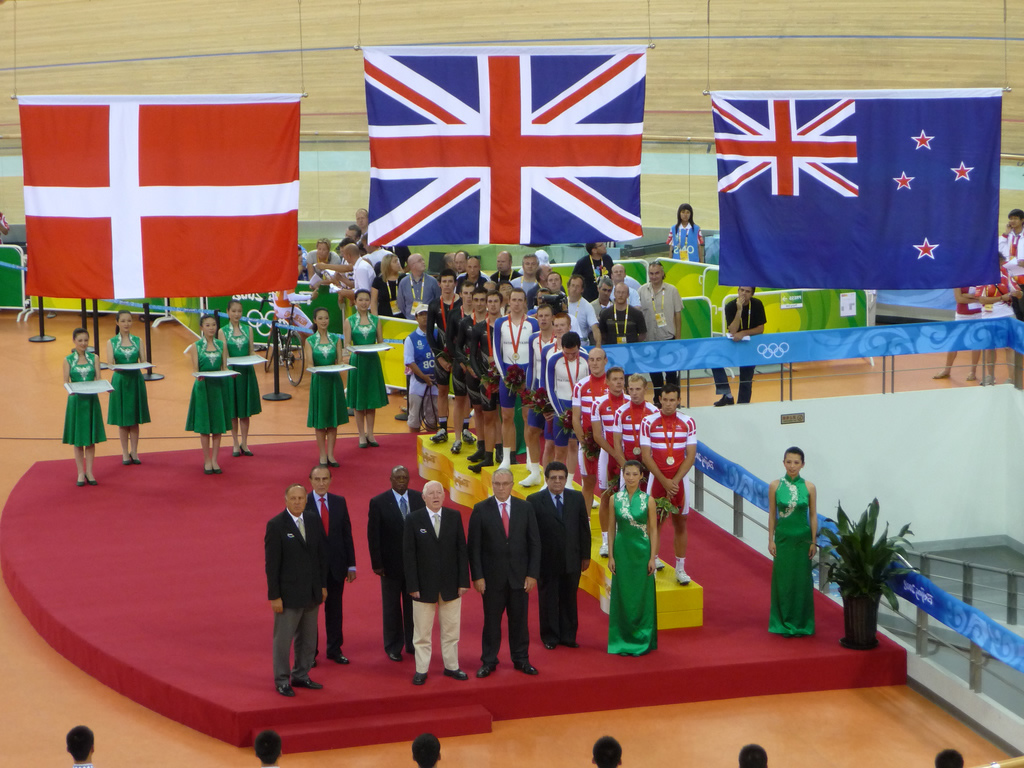
Церемонія нагородження чоловічої команди в гонці переслідування.

У червні 2008 року Спорт СК, що розповсюджувала квитки національної лотереї для фінансування спорту високих досягнень, опублікувала сподівання на Ігри. Вона поставила мету спортсменам боротися за 41 потенційну медаль й сподівалася, що вони зможуть здобути 35, зокрема від 10 до 12 золотих, і посісти 8-ме місце в загальній таблиці медалей. Команда перевищила план щодо кількості золотих медалей 19 серпня, коли Пол Ґудісон виборов 13-ту золоту медаль для Британії у перегонах яхт класу «Лазер». Мінімальний медальний план, 35 медалей, було перевиконано 20 серпня, коли Брайоні Шоу виборола бронзу в віндсерфінгу серед жінок. Медальний план щодо загальної кількості нагород було виконано, коли байдарочник Тім Брабантс виграв золото у перегонах одиночних байдарок на 1000 м, що стало для Британії 41-ою медаллю (ще три було гарантовано на той час у змаганнях боксерів). Медальний план було перевиконано, коли Гезер Фелл забезпечила собі срібло в змаганнях із сучасного п'ятиборства серед жінок.
Часто британці виборювали медалі в дисциплінах, в яких їх не сподівалися, і залишалися без медалей там, де очікування були великі. Дев'ять із видів спорту виконали план. Британські велосипедисти, наприклад, на 19 серпня здобули вдвічі більше медалей, ніж від них сподівалися. Того дня Вікторія Пендлтон виграла для Британії 12-у медаль у велоспорті — золото в жіночому спринті. На ту мить Британія вже забезпечила собі ще дві медалі — у спринті серед чоловіків, де Кріс Гой та Джейсон Кенні поділили між собою, відповідно, золото та срібло. Загалом команда здобула на велодромі 7 із 10 можливих медалей. Зуміли вдвічі перевищити план плавці, коли 21 серпня Девід Девіс виборов для команди шосту медаль — срібло в марафоні 10 кілометрів на відкритій воді. А от команди лучників, які на чемпіонаті світу 2007 року були другою та третьою, не змогли здобути медалей зовсім, що викликало критику членів команди щодо тактики, яку вибрав головний тренер Петер Сук.
| Вид спорту                      | Сподівались | Виграли | Виконано/невиконано |
| ------------------------------- | ----------- | ------- | ------------------- |
| Стрільба з лука                 | 2           | 0       | ні                  |
| Легка атлетика                  | 5           | 4       | ні                  |
| Бадмінтон                       | 1           | 0       | ні                  |
| Бокс                            | 2           | 3       | так                 |
| Веслування на байдарках і каное | 2           | 3       | так                 |
| Велоспорт                       | 6           | 14      | так                 |
| Стрибки у воду                  | 1           | 0       | ні                  |
| Кінний спорт                    | 3           | 2       | так                 |
| Гімнастика (спортивна)          | 1           | 1       | так                 |
| Дзюдо                           | 2           | 0       | ні                  |
| Сучасне п'ятиборство            | 1           | 1       | так                 |
| Академічне веслування           | 4           | 6       | так                 |
| Вітрильний спорт                | 4           | 6       | так                 |
| Стрільба                        | 2           | 0       | ні                  |
| Плавання                        | 3           | 6       | так                 |
| Тхеквондо                       | 1           | 1       | так                 |
| Тріатлон                        | 1           | 0       | ні                  |
| Всього                          | 41          | 47      | так                 |
| Всього очікували                | 35          | 47      | так                 |
| Всього золотих                  | 12          | 19      | так                 |

## Досягнення спортсменів

### Стрільба з лука
На чемпіонаті світу 2007 року чоловіча команда Великої Британії посіла друге місце, а жіноча — третє, що дозволило виставити на Іграх повну команду з трьох чоловіків та трьох жінок.
Чоловіки
| Спортсмен                             | Змагання               | Попередній раунд | Попередній раунд | Раунд 1/64                          | Раунд 1/32                           | Раунд 1/16                         | Чвертьфінал        | Півфінал           | Фінал, золотий/бронзовий | Фінал, золотий/бронзовий |
| Спортсмен                             | Змагання               | Результат        | Місце            | Суперник Результат                  | Суперник Результат                   | Суперник Результат                 | Суперник Результат | Суперник Результат | Суперник Результат       | Місце                    |
| ------------------------------------- | ---------------------- | ---------------- | ---------------- | ----------------------------------- | ------------------------------------ | ---------------------------------- | ------------------ | ------------------ | ------------------------ | ------------------------ |
| Лоренс Ґодфрі                         | Індивідуальна першість | 657              | 34               | Бадьонов (RUS) (31) Поразка 109—114 | не пройшов                           | не пройшов                         | не пройшов         | не пройшов         | не пройшов               | не пройшов               |
| Саймон Террі                          | Індивідуальна першість | 670              | 7                | Хатава (FIN) (58) Поразка 104—105   | не пройшов                           | не пройшов                         | не пройшов         | не пройшов         | не пройшов               | не пройшов               |
| Алан Віллс                            | Індивідуальна першість | 661              | 21               | Несполі (ITA) (44) Перемога 103-98  | Гальяццо (ITA) (12) Перемога 110—109 | Стівенс (CUB) (28) Поразка 104—108 | не пройшов         | не пройшов         | не пройшов               | не пройшов               |
| Лоренс Ґодфрі Саймон Террі Алан Віллс | Командна першість      | 1998             | 5                | Н/Д                                 | Н/Д                                  | Китай (CHN) (12) Поразка 210—214   | не пройшли         | не пройшли         | не пройшли               | не пройшли               |

Жінки
| Спортсмен                                     | Змагання               | Попередній раунд | Попередній раунд | Раунд 1/64                            | Раунд 1/32                          | Раунд 1/16                       | Чвертьфінал                       | Півфінал                        | Фінал золотий/бронзовий           | Фінал золотий/бронзовий |
| Спортсмен                                     | Змагання               | Результат        | Місце            | Суперник Результат                    | Суперник Результат                  | Суперник Результат               | Суперник Результат                | Суперник Результат              | Суперник Результат                | Місце                   |
| --------------------------------------------- | ---------------------- | ---------------- | ---------------- | ------------------------------------- | ----------------------------------- | -------------------------------- | --------------------------------- | ------------------------------- | --------------------------------- | ----------------------- |
| Шарлот Берджесс                               | Індивідуальна першість | 623              | 40               | Го Д (CHN) (25) Перемога 106—104      | Фокард (GBR) (8) Поразка 96-110     | не пройшла                       | не пройшла                        | не пройшла                      | не пройшла                        | не пройшла              |
| Наомі Фокард                                  | Індивідуальна першість | 651              | 8                | Абед Елаал (EGY) (57) Перемога 107-95 | Берджесс (GBR) (40) Перемога 110-96 | Хаякава (JPN) (9) Поразка 97-106 | не пройшла                        | не пройшла                      | не пройшла                        | не пройшла              |
| Елісон Вільямсон                              | Індивідуальна першість | 651              | 7                | Вей Пісю (TPE) (58) Перемога 108-99   | Лоріг (USA) (26) Поразка 108—112    | не пройшла                       | не пройшла                        | не пройшла                      | не пройшла                        | не пройшла              |
| Шарлот Берджесс Наомі Фокард Елісон Вільямсон | Командна першість      | 1925             | 2                | Н/Д                                   | Н/Д                                 | BYE                              | Японія (JPN) (7) Перемога 201—196 | Китай (CHN) (3) Поразка 202—208 | Франція (FRA) (5) Поразка 201—203 | 4                       |

### Легка атлетика

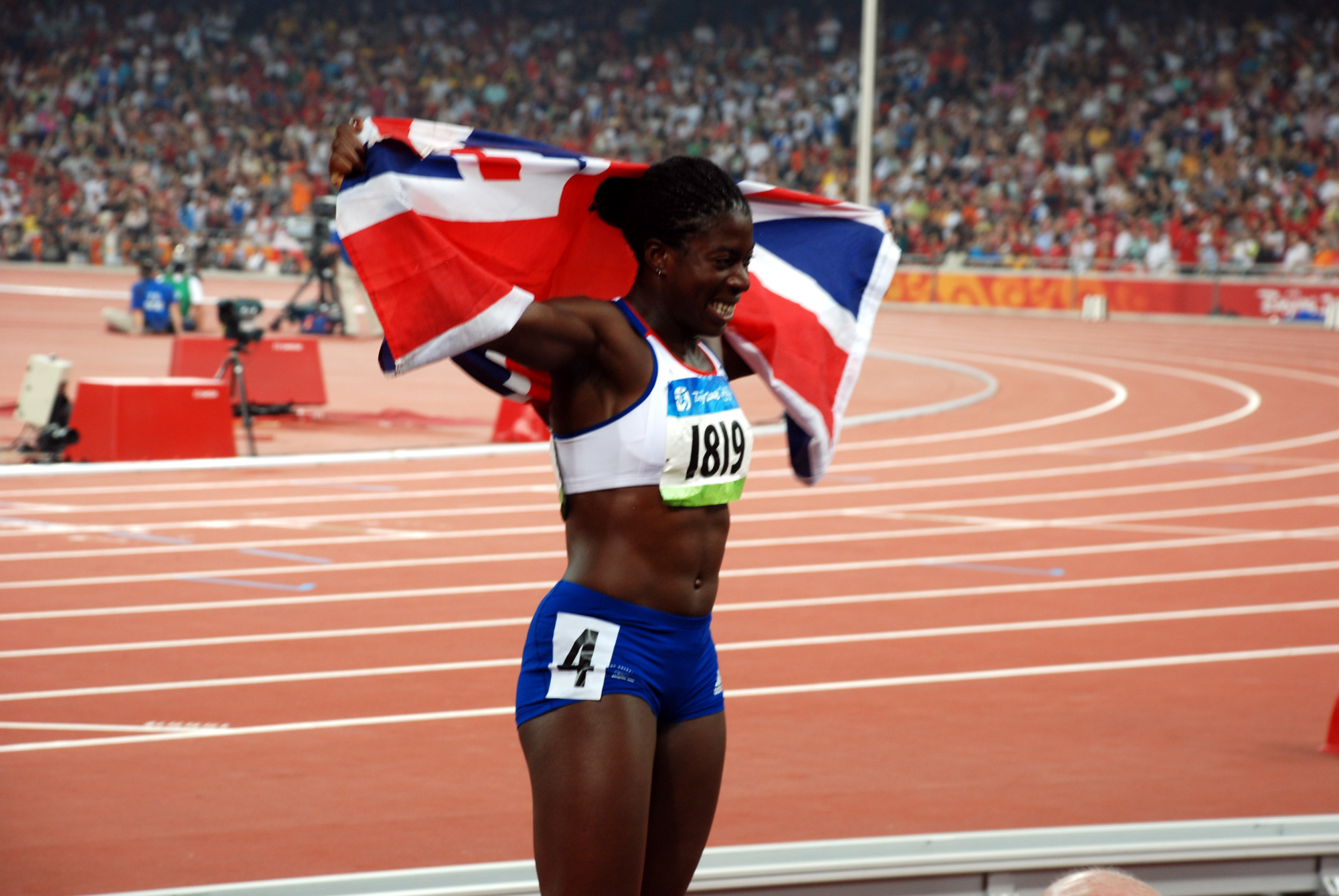
Крістін Огуруоґу після перемоги на 400-метрівці.

Команда у початковому складі була відібрана 14 липня, проте остаточно склад затвердили після отримання результатів за участю Двейна Чамберса. За правилами Британської олімпійської асоціації 2003 року Чамберсу заборонили участь в Олімпійських іграх після позитивного тесту на стероїд THG. Він подав апеляцію на тій основі, що це є обмеженням на професію, але програв справу, й його не взяли в команду. До команди ввійшли олімпійські медалісти Марлон Девоніш та Келлі Сатертон, а також фіналісти олімпійських змагань Джоенн Пейві, Пола Редкліфф, Гелен Клітроу та Таша Денверс. Володарка світового рекорду на марафонській дистанції Пола Редкліфф мала проблеми з підготовкою до Ігор через тріщину в стегні. Вона зуміли підлікуватися до Олімпіади, але посіла лише 23-є місце.
Британські легкоатлети здобули 4 медалі, одну золоту, дві срібні й одну бронзову. Після ігор відповідальний за підготовку спортсменів Дейв Коллінз подав у відставку, оскільки команда не змогла виконати завдання здобути 5 медалей.
Позначення
- Note- місця вказані для тільки для відповідних забігів
- Q = кваліфікувався до наступного кола
- q = пройшли до наступного кола за найкращим результатом серед переможених
- NR = національний рекорд
- N/A = поняття кола не застосовне до даної дисципліни
- Bye = спортсмен пройшов далі, не виступаючи в даному колі

Чоловіки
Бігові види та ходьба
| Спортсмен                                                               | Змагання                    | Попередні                                  | Попередні                                  | Чвертьфінал                                | Чвертьфінал                                | Півфінал                                   | Півфінал                                   | Фінал                                      | Фінал                                      |
| Спортсмен                                                               | Змагання                    | Результат                                  | Місце                                      | Результат                                  | Місце                                      | Результат                                  | Місце                                      | Результат                                  | Місце                                      |
| ----------------------------------------------------------------------- | --------------------------- | ------------------------------------------ | ------------------------------------------ | ------------------------------------------ | ------------------------------------------ | ------------------------------------------ | ------------------------------------------ | ------------------------------------------ | ------------------------------------------ |
| Тайрон Едґар                                                            | Біг на 100 м                | 10.13                                      | 1 Q                                        | 10.10                                      | 3 Q                                        | 10.18                                      | 7                                          | не пройшов                                 | не пройшов                                 |
| Крейґ Пікерінг                                                          | Біг на 100 м                | 10.21                                      | 3 Q                                        | 10.18                                      | 5                                          | не пройшов                                 | не пройшов                                 | не пройшов                                 | не пройшов                                 |
| Сімеон Вільямсон                                                        | Біг на 100 м                | 10.42                                      | 3 Q                                        | 10.32                                      | 4                                          | не пройшов                                 | не пройшов                                 | не пройшов                                 | не пройшов                                 |
| Марлон Девоніш                                                          | Біг на 200 м                | 20.49                                      | 1 Q                                        | 20.43                                      | 4 Q                                        | 20.57                                      | 7                                          | не пройшов                                 | не пройшов                                 |
| Крістіан Малколм                                                        | Біг на 200 м                | 20.42                                      | 2 Q                                        | 20.30                                      | 4 Q                                        | 20.25                                      | 4 Q                                        | 20.40                                      | 5                                          |
| Алекс Нелсон                                                            | Біг на 200 м                | Знявся через травму підколінного сухожилля | Знявся через травму підколінного сухожилля | Знявся через травму підколінного сухожилля | Знявся через травму підколінного сухожилля | Знявся через травму підколінного сухожилля | Знявся через травму підколінного сухожилля | Знявся через травму підколінного сухожилля | Знявся через травму підколінного сухожилля |
| Мартин Руні                                                             | Біг на 400 м                | 45.00                                      | 1 Q                                        | Н/Д                                        | Н/Д                                        | 44.60                                      | 2 Q                                        | 45.12                                      | 6                                          |
| Ендрю Стіл                                                              | Біг на 400 м                | 44.94                                      | 1 Q                                        | Н/Д                                        | Н/Д                                        | 45.59                                      | 7                                          | не пройшов                                 | не пройшов                                 |
| Майкл Ріммер                                                            | Біг на 800 м                | 1:47.61                                    | 1 Q                                        | Н/Д                                        | Н/Д                                        | 1:48.07                                    | 6                                          | не пройшов                                 | не пройшов                                 |
| Ендрю Беддлі                                                            | Біг на 1500 м               | 3:36.47                                    | 3 Q                                        | Н/Д                                        | Н/Д                                        | 3:37.47                                    | 3 Q                                        | 3:35.37                                    | 7                                          |
| Томас Ланкашир                                                          | Біг на 1500 м               | 3:43.40                                    | 7                                          | Н/Д                                        | Н/Д                                        | не пройшов                                 | не пройшов                                 | не пройшов                                 | не пройшов                                 |
| Мо Фара                                                                 | Біг на 5000 м               | 13:50.95                                   | 6                                          | Н/Д                                        | Н/Д                                        | Н/Д                                        | Н/Д                                        | не пройшов                                 | не пройшов                                 |
| Аллан Скотт                                                             | Біг на 110 м з бар'єрами    | 13.56                                      | 3 Q                                        | 13.66                                      | 6                                          | не пройшов                                 | не пройшов                                 | не пройшов                                 | не пройшов                                 |
| Енді Тернер                                                             | Біг на 110 м з бар'єрами    | 13.56                                      | 2 Q                                        | 13.53                                      | 5                                          | не пройшов                                 | не пройшов                                 | не пройшов                                 | не пройшов                                 |
| Ендрю Лемончелло                                                        | Біг на 3000 м з перешкодами | 8:36.06                                    | 10                                         | Н/Д                                        | Н/Д                                        | Н/Д                                        | Н/Д                                        | не пройшов                                 | не пройшов                                 |
| Марлон Девоніш Тайрон Едґар Крейґ Пікерінг Сімеон Вільямсон             | Естафета 4×100 м            | DSQ                                        | DSQ                                        | Н/Д                                        | Н/Д                                        | Н/Д                                        | Н/Д                                        | не пройшов                                 | не пройшов                                 |
| Майкл Бінгем Річард Бак* Дейл Ґарланд* Мартін Руні Ендрю Стіл Роб Тобін | Естафета 4×400 м            | 2:59.33                                    | 1 Q                                        | Н/Д                                        | Н/Д                                        | Н/Д                                        | Н/Д                                        | 2:58.81                                    | 4                                          |
| Ден Робінсон                                                            | Марафон                     | Н/Д                                        | Н/Д                                        | Н/Д                                        | Н/Д                                        | Н/Д                                        | Н/Д                                        | 2:16:14                                    | 24                                         |

* Брали участь у кваліфікації, але не брали участі в основних змаганнях
Стрибки та метання
| Спортсмен       | Змагання           | Кваліфікація   | Кваліфікація | Фінал      | Фінал      |
| Спортсмен       | Змагання           | Результат      | Місце        | Результат  | Місце      |
| --------------- | ------------------ | -------------- | ------------ | ---------- | ---------- |
| Грег Резерфорд  | Стрибки у довжину  | 8.16           | 3 Q          | 7.84       | 10         |
| Кріс Томлінсон  | Стрибки у довжину  | 7.70           | 27           | не пройшов | не пройшов |
| Ларрі Ечайк     | Потрійний стрибок  | 17.18          | 7 Q          | 17.17      | 7          |
| Натан Дуґлас    | Потрійний стрибок  | 16.72          | 20           | не пройшов | не пройшов |
| Філліпс Ідову   | Потрійний стрибок  | 17.44          | 1 Q          | 17.62      | 2          |
| Мартін Бернард  | Стрибки у висоту   | 2.29           | =6 Q         | 2.25       | 9          |
| Джермейн Мейсон | Стрибки у висоту   | 2.29           | =1 Q         | 2.34       | 2          |
| Том Парсонс     | Стрибки у висоту   | 2.25           | 12 Q         | 2.25       | 8          |
| Стівен Люїс     | Стрибки з жердиною | без результату | —            | не пройшов | не пройшов |

Багатоборство — Десятиборство
| Спортсмен    | Змагання  | 100 м | СуД  | ШЯ    | СуВ  | 400 м | 110зБ | МД    | СзЖ  | МС    | 1500 м  | Фінал | Місце |
| ------------ | --------- | ----- | ---- | ----- | ---- | ----- | ----- | ----- | ---- | ----- | ------- | ----- | ----- |
| Даніель Авде | Результат | 11.06 | 7.12 | 12.03 | 1.78 | 47.16 | 14.69 | 37.12 | 4.90 | 53.10 | 4:44.80 | 7516  | 21    |
| Даніель Авде | Очки      | 847   | 842  | 608   | 610  | 950   | 887   | 606   | 880  | 636   | 650     | 7516  | 21    |

Жінки
Бігові дисципліни на ходьба
| Спортсмен                                                                                              | Змагання                         | Попередні           | Попередні           | Чвертьфінал         | Чвертьфінал         | Півфінал            | Півфінал            | Фінал               | Фінал               |
| Спортсмен                                                                                              | Змагання                         | Результат           | Місце               | Результат           | Місце               | Результат           | Місце               | Результат           | Місце               |
| --- | -------------------------------- | ------------------- | ------------------- | ------------------- | ------------------- | ------------------- | ------------------- | ------------------- | ------------------- |
| Монтелл Дуґлас                                                                                         | Біг на 100 м                     | 11.36               | 2 Q                 | 11.38               | 4                   | не пройшла          | не пройшла          | не пройшла          | не пройшла          |
| Джанетт Квакі                                                                                          | Біг на 100 м                     | 11.30               | 2 Q                 | 11.18               | 3 Q                 | 11.19               | 3 Q                 | 11.14               | 6                   |
| Лаура Тернер                                                                                           | Біг на 100 м                     | 11.65               | 4                   | не пройшла          | не пройшла          | не пройшла          | не пройшла          | не пройшла          | не пройшла          |
| Емілі Фрімен                                                                                           | Біг на 200 м                     | 22.95               | 2 Q                 | 22.95               | 3 Q                 | 22.83               | 7                   | не пройшла          | не пройшла          |
| Лі Макконнелл                                                                                          | 400 м                            | 51.87               | 3 Q                 | Н/Д                 | Н/Д                 | 52.11               | 6                   | не пройшла          | не пройшла          |
| Крістін Огуруоґу                                                                                       | 400 м                            | 51.00               | 1 Q                 | Н/Д                 | Н/Д                 | 50.14               | 1 Q                 | 49.62               | 1                   |
| Нікола Сендерс                                                                                         | 400 м                            | 51.81               | 2 Q                 | Н/Д                 | Н/Д                 | 50.71               | 4                   | не пройшла          | не пройшла          |
| Дженніфер Медоуз                                                                                       | Біг на 800 м                     | 2:00.33             | 3 Q                 | Н/Д                 | Н/Д                 | 1:59.43             | 6                   | не пройшла          | не пройшла          |
| Мерілін Окоро                                                                                          | Біг на 800 м                     | 1:59.01             | 2 Q                 | Н/Д                 | Н/Д                 | 1:59.53             | 6                   | не пройшла          | не пройшла          |
| Джемма Сімпсон                                                                                         | Біг на 800 м                     | 2:02.16             | 4                   | Н/Д                 | Н/Д                 | не пройшла          | не пройшла          | не пройшла          | не пройшла          |
| Ліза Добріскі                                                                                          | Біг на 1500 м                    | 4:03.22             | 3 Q                 | Н/Д                 | Н/Д                 | Н/Д                 | Н/Д                 | 4:02.10             | 4                   |
| Сьюзен Скотт                                                                                           | Біг на 1500 м                    | 4:14.66             | 4                   | Н/Д                 | Н/Д                 | Н/Д                 | Н/Д                 | не пройшла          | не пройшла          |
| Стефані Твелл                                                                                          | Біг на 1500 м                    | 4:06.68             | 6                   | Н/Д                 | Н/Д                 | Н/Д                 | Н/Д                 | не пройшла          | не пройшла          |
| Джо Пейві                                                                                              | Біг на 5000 м                    | Знялася через втому | Знялася через втому | Знялася через втому | Знялася через втому | Знялася через втому | Знялася через втому | Знялася через втому | Знялася через втому |
| Джо Пейві                                                                                              | Біг на 10 000 м                  | Н/Д                 | Н/Д                 | Н/Д                 | Н/Д                 | Н/Д                 | Н/Д                 | 31:12.30            | 12                  |
| Кейт Рід                                                                                               | Біг на 10 000 м                  | Н/Д                 | Н/Д                 | Н/Д                 | Н/Д                 | Н/Д                 | Н/Д                 | 32:26.69            | 23                  |
| Сара Клакстон                                                                                          | Біг на 100 м з бар'єрами         | 12.97               | 3 Q                 | Н/Д                 | Н/Д                 | 12.84               | 4 Q                 | 12.94               | 8                   |
| Таша Денверс                                                                                           | Біг на 400 м з бар'єрами         | 55.19               | 1 Q                 | Н/Д                 | Н/Д                 | 54.31               | 2 Q                 | 53.84               | 3                   |
| Гелен Клітроу                                                                                          | Біг на 3000 метрів з перешкодами | 9:29.14 NR          | 6                   | Н/Д                 | Н/Д                 | Н/Д                 | Н/Д                 | не пройшла          | не пройшла          |
| Барбара Паркер                                                                                         | Біг на 3000 метрів з перешкодами | 9:51.93             | 12                  | Н/Д                 | Н/Д                 | Н/Д                 | Н/Д                 | не пройшла          | не пройшла          |
| Емма Енія Монтелл Дуґлас Емілі Фрімен Джанетт Квакі Ешлі Нельсон* Аніка Онура* Лора Тернер*            | Естафета 4×100 м                 | 43.02               | 2 Q                 | Н/Д                 | Н/Д                 | Н/Д                 | Н/Д                 | Не фінішували       | Не фінішували       |
| Віклі Барр* Донна Фрейзер* Лі Макконнелл* Крістін Огуруоґу Мерилін Окоро Нікола Сандерс Келлі Сатертон | Естафета 4×400 м                 | 3:25.48             | 3 Q                 | Н/Д                 | Н/Д                 | Н/Д                 | Н/Д                 | 3:22.68             | 5                   |
| Пола Редкліфф                                                                                          | Марафон                          | Н/Д                 | Н/Д                 | Н/Д                 | Н/Д                 | Н/Д                 | Н/Д                 | 2:32:38             | 23                  |
| Мара Ямаучі                                                                                            | Марафон                          | Н/Д                 | Н/Д                 | Н/Д                 | Н/Д                 | Н/Д                 | Н/Д                 | 2:27:29             | 6                   |
| Ліз Єллінг                                                                                             | Марафон                          | Н/Д                 | Н/Д                 | Н/Д                 | Н/Д                 | Н/Д                 | Н/Д                 | 2:33:12             | 26                  |
| Джоганна Джексон                                                                                       | Ходьба на 20 км                  | Н/Д                 | Н/Д                 | Н/Д                 | Н/Д                 | Н/Д                 | Н/Д                 | 1:31:33 NR          | 22                  |

* Брали участь у кваліфікації, але не пройшли до основних змагань
Метання та стрибки
| Спортсмен     | Змагання           | Кваліфікація | Кваліфікація | Фінал      | Фінал      |
| Спортсмен     | Змагання           | Distance     | Position     | Distance   | Position   |
| ------------- | ------------------ | ------------ | ------------ | ---------- | ---------- |
| Джейд Джонсон | Стрибки у довжину  | 6.61         | 11 q         | 6.64       | 7          |
| Кейт Деннісон | Стрибки з жердиною | 4.40         | 15           | не пройшла | не пройшла |
| Філіппа Ролс  | Метання диска      | 57.44        | 27           | не пройшла | не пройшла |
| Зої Дергем    | Метання молота     | 64.74        | 35           | не пройшла | не пройшла |
| Ґолді Сеєрс   | Метання списа      | 62.99        | 5 Q          | 65.75 NR   | 4          |

Багатоборство — Семиборство
| Спортсмен      | Змагання  | 100зБ | СуВ  | ШЯ    | 200 м | СуД  | МС    | 800 м   | Фінал | Місце |
| -------------- | --------- | ----- | ---- | ----- | ----- | ---- | ----- | ------- | ----- | ----- |
| Джулі Голлман  | Результат | 14.43 | 1.77 | 12.45 | 25.41 | 6.13 | 39.08 | 2:22.54 | 5729  | 31*   |
| Джулі Голлман  | Очки      | 918   | 941  | 691   | 850   | 890  | 650   | 789     | 5729  | 31*   |
| Келлі Сатертон | Результат | 13.18 | 1.83 | 13.87 | 23.39 | 6.33 | 37.66 | 2:07.34 | 6517  | 4*    |
| Келлі Сатертон | Очки      | 1097  | 1016 | 785   | 1040  | 953  | 622   | 1004    | 6517  | 4*    |

* Спортсменка з України Людмила Блонська, яка посіла друге місце, у пробі на допінг дала позитивний результат на заборонену речовину. Як у пробі А так і у пробі Б було виявлено заборонені препарати, тому Блонська була позбавлена срібної медалі, і обидві британські семиборки піднялись у рейтингу.

### Бадмінтон
Шість британських гравців у бадмінтон взяли участь в Іграх, змагаючись у чотирьох з п'яти дисциплін бадмінтону. Вони не виграли жодних медалей, і, таким чином, не змогли досягти поставлених цілей. Змішана пара Гейл Еммс та Натан Робертсон, що виграла срібло на турнірі 2004 року, пройшла серед британських спортсменів найдалі, добравшись до чвертьфіналу.
| Спортсмен                  | Змагання                    | Раунд 1/64                                | Раунд 1/32                                | Раунд 1/16                                           | Чвертьфінал                                       | Півфінал           | Фінал золотий/бронзовий | Фінал золотий/бронзовий |
| Спортсмен                  | Змагання                    | Суперник Результат                        | Суперник Результат                        | Суперник Результат                                   | Суперник Результат                                | Суперник Результат | Суперник Результат      | Місце                   |
| -------------------------- | --------------------------- | ----------------------------------------- | ----------------------------------------- | ---------------------------------------------------- | ------------------------------------------------- | ------------------ | ----------------------- | ----------------------- |
| Ендрю Сміт                 | Одиночний розряд (чоловіки) | Коукал (CZE) Перемога 10-21, 21-12, 21-15 | Цвіблер (GER) Поразка 16-21, 21-13, 21-17 | Не пройшов                                           | Не пройшов                                        | Не пройшов         | Не пройшов              | Не пройшов              |
| Трейсі Галлам              | Одиночний розряд (жінки)    | Іп Пуйінь (HKG) Перемога 21-15, 21-17     | Лудікова (CZE) Перемога 21-18, 21-13      | Сю Хуайвень (GER) Поразка 7-21, 10-21                | Не пройшла                                        | Не пройшла         | Не пройшла              | Не пройшла              |
| Ґейл Еммс Донна Келлоґґ    | Парний розряд (жінки)       | Н/Д                                       | Н/Д                                       | Чєн Ю Чін / Чен Веньсін (TPE) Поразка 19-21, 13-21   | Не пройшли                                        | Не пройшли         | Не пройшли              | Не пройшли              |
| Ентоні Кларк Донна Келлоґґ | Змішаний розряд             | Н/Д                                       | Н/Д                                       | Хе Ханьбінь / Юй Ян (CHN) Поразка 15-21, 8-21        | Не пройшли                                        | Не пройшли         | Не пройшли              | Не пройшли              |
| Ґейл Еммс Натан Робертсон  | Змішаний розряд             | Н/Д                                       | Н/Д                                       | Чжен Бо / Гао Лін (CHN) Перемога 21-16, 16-21, 21-19 | Лі Йон Де / Лі Хьо Чон (KOR) Поразка 19-21, 12-21 | Не пройшли         | Не пройшли              | Не пройшли              |

### Бокс
На Олімпіаду відібрались вісім британських боксерів. Девід Прайс та Тоні Джеффріс виграли бронзові медалі у суперважкій і напівважкій категоріях, відповідно. У категорії до 75 кг Джеймс Дегейл виграв золоту медаль. Уперше з 1972 року Велика Британія отримала більше, ніж одну медаль у боксі за одну Олімпіаду, а найкращим результатом для Великої Британії у боксі є виступи 1956 та 2012 років, де було завойовано по 5 медалей різного ґатунку
| Спортсмен         | Змагання    | Раунд 1/32                                   | Раунд 1/16                                   | Чвертьфінал                                  | Півфінал                                     | Фінал                                        | Фінал                                        |
| Спортсмен         | Змагання    | Опонент Результат                            | Опонент Результат                            | Опонент Результат                            | Опонент Результат                            | Опонент Результат                            | Місце                                        |
| ----------------- | ----------- | -------------------------------------------- | -------------------------------------------- | -------------------------------------------- | -------------------------------------------- | -------------------------------------------- | -------------------------------------------- |
| Халід Яфай        | До 51 кг    | BYE                                          | Лаффіта (CUB) Поразка 3-9                    | Не пройшов                                   | Не пройшов                                   | Не пройшов                                   | Не пройшов                                   |
| Джо Мюррей        | До 54 кг    | Юй Ґу (CHN) Поразка 7-17                     | Не пройшов                                   | Не пройшов                                   | Не пройшов                                   | Не пройшов                                   | Не пройшов                                   |
| Френкі Ґевін      | До 60 кг    | Знявся — на зважуванні показав завелику вагу | Знявся — на зважуванні показав завелику вагу | Знявся — на зважуванні показав завелику вагу | Знявся — на зважуванні показав завелику вагу | Знявся — на зважуванні показав завелику вагу | Знявся — на зважуванні показав завелику вагу |
| Бредлі Сондерс    | До 64 кг    | Нікває (GHA) Перемога 24-1 Нокаут            | Вастін (FRA) Поразка 7-11                    | Не пройшов                                   | Не пройшов                                   | Не пройшов                                   | Не пройшов                                   |
| Біллі Джо Сондерс | До 69 кг    | Кіліччі (TUR) Перемога 14-3                  | Бенто (CUB) Поразка 6-13                     | Не пройшов                                   | Не пройшов                                   | Не пройшов                                   | Не пройшов                                   |
| Джеймс Дегейл     | До 75 кг    | Гікал (EGY) Перемога 13-4                    | Естрада (USA) Перемога 11-5                  | Артаєв (KAZ) Перемога 8-3                    | Сатерленд (IRL) Перемога 10-3                | Корреа (CUB) Перемога 16-14                  | 1                                            |
| Тоні Джеффріс     | До 81 кг    | BYE                                          | Альварес (COL) Перемога 5+−5                 | Селло (HUN) Перемога 10-2                    | Іґан (IRL) Поразка 3-10                      | Не пройшов                                   | 3                                            |
| Девід Прайс       | Понад 91 кг | Н/Д                                          | Тімурзієв (RUS) Перемога за зупинкою рефері  | Якшто (LTU) Перемога 3-1                     | Каммарелле (ITA) Поразка 1-11                | Не пройшов                                   | 3                                            |

### Веслування на байдарках і каное
Британська команда з веслування на байдарках і каное складалася із семи спортсменів, чотирьох на гладкій воді й трьох у слаломі. Анна Геммінгс та Джессіка Вокер приєдналися до команди, коли виникли проблеми з іспанською командою. Британці здобули три медалі, дві з них Тім Брабантс, який уже раніше мав медаль на Олімпіаді 2000 року в Сіднеї. Веслувальники перевиконали медальний план.

#### Слалом
| Спортсмен     | Змагання                     | Попередні | Попередні | Попередні | Попередні | Попередні | Попередні | Півфінал   | Півфінал   | Фінал      | Фінал      | Фінал      | Фінал      |
| Спортсмен     | Змагання                     | Заїзд 1   | Місце     | Заїзд 2   | Місце     | Всього    | Місце     | Час        | Місце      | Час        | Місце      | Всього     | Місце      |
| ------------- | ---------------------------- | --------- | --------- | --------- | --------- | --------- | --------- | ---------- | ---------- | ---------- | ---------- | ---------- | ---------- |
| Девід Флоренс | каное-одиночки (чоловіки)    | 89.47     | 7         | 82.16     | 1         | 171.63    | 3 Q       | 90.46      | 4 Q        | 89.43      | 2          | 178.61     | 2          |
| Кемпбелл Волш | байдарки-одиночки (чоловіки) | 86.72     | 14        | 85.72     | 8         | 172.44    | 9 Q       | 95.74      | 16         | Не пройшов | Не пройшов | Не пройшов | Не пройшов |
| Фіона Пенні   | байдарки-одиночки (жінки)    | 160.06    | 19        | 99.00     | 7         | 259.06    | 17        | Не пройшла | Не пройшла | Не пройшла | Не пройшла | Не пройшла | Не пройшла |

#### Спринт
| Спортсмен                    | Змагання                             | Попередні | Попередні | Півфінали  | Півфінали  | Фінал      | Фінал      |
| Спортсмен                    | Змагання                             | Час       | Місце     | Час        | Місце      | Час        | Місце      |
| ---------------------------- | ------------------------------------ | --------- | --------- | ---------- | ---------- | ---------- | ---------- |
| Тім Брабантс                 | байдарки-одиночки, 500 м (чоловіки)  | 1:36.338  | 1 QS      | 1:42.530   | 3 Q        | 1:37.671   | 3          |
| Тім Брабантс                 | байдарки-одиночки, 1000 м (чоловіки) | 3:27.828  | 1 QF      | BYE        | BYE        | 3:26.323   | 1          |
| Люсі Вейнрайт                | байдарки-одиночки, 500 м (жінки)     | 1:50.103  | 3 QS      | 1:52.580   | 2 Q        | 1:53.102   | 7          |
| Анна Геммінгс Джессіка Вокер | 500 м (жінки)                        | 1:47.435  | 9         | Не пройшли | Не пройшли | Не пройшли | Не пройшли |

Легенда: QS = пройшли в півфінал; QF = пройшли безпосередньо у фінал

### Велоспорт

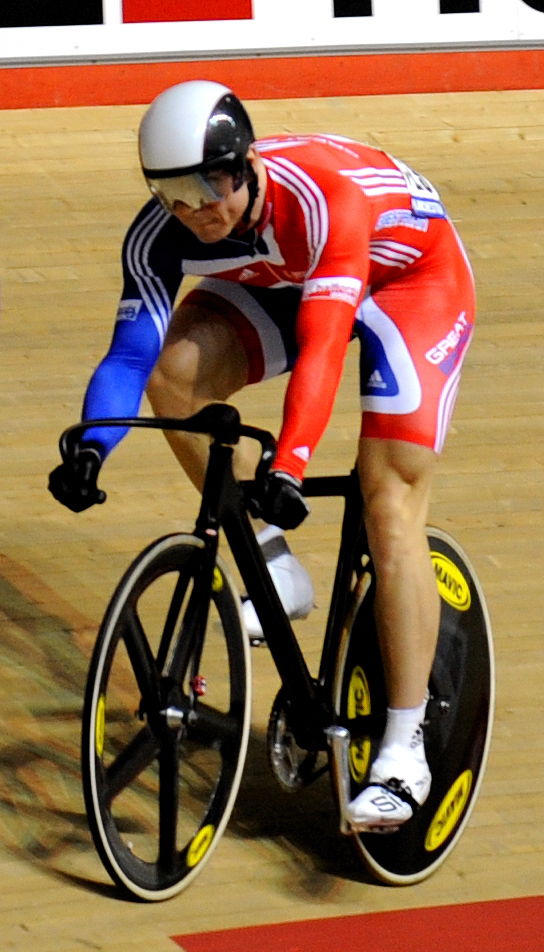
Триразовий чемпіон ігор Кріс Гой.

Британська команда велосипедистів складалася із 25 спортсменів, що виступали в 4 дисциплінах. Серед них були два чемпіони попередньої Олімпіади Кріс Гой та Бредлі Віґґінс, два медалісти 2004 року, а також кілька чинних чемпіонів світу. Велика Британія здобула 14 медалей (8 золотих, 4 срібних й 2 бронзові), очоливши таблицю медалей у велоспорті. Команда велосипедистів була названа BBC командою року в країні й була номінована на звання найкращої команди світу.
Марк Кавендіш був єдиним з 14 трековиків, кому не вдалося здобути бодай одну медаль. Кріс Гой став найуспішнішим шотландським олімпійцем усіх часів і першим британцем, який виборов три золоті медалі на одній Олімпіаді з часів Генрі Тейлора 1908 року. Завдяки цьому успіхові велодром, що споруджується в Глазго до Ігор Співдружності 2014 отримав його ім'я. Ребекка Ромеро стала першою британкою, що вигравала медалі в двох різних видах спорту. На Іграх 2004 року вона виборола срібло в складі британської четвірки в академічному веслуванні, а в Пекіні здобула золото в індивідуальній гонці переслідування на велотреку.
На Олімпіаді дебютували змагання з перегонів на велосипедах BMX. Чемпіонка світу Шенейз Рід фінішувала без медалі, упавши в фінальній гонці. Упродовж усього року Рід не знала поразок, а тому вважалася фавориткою.
Ніколь Кук виграла групову шосейну гонку, що стало першою золотою медаллю для Уельсу з 1972 року, коли чемпіоном ігор був Річард Мід.

#### Шосейні гонки
Чоловіки
| Спортсмен       | Змагання                           | Час          | Місце        |
| --------------- | ---------------------------------- | ------------ | ------------ |
| Джонатан Белліс | Групова шосейна гонка (чоловіки)   | Не фінішував | Не фінішував |
| Стів Каммінгс   | Групова шосейна гонка (чоловіки)   | Не фінішував | Не фінішував |
| Стів Каммінгс   | Роздільна шосейна гонка (чоловіки) | 1:05:07      | 11           |
| Роджер Геммонд  | Групова шосейна гонка (чоловіки)   | Не фінішував | Не фінішував |
| Бен Свіфт       | Групова шосейна гонка (чоловіки)   | Не фінішував | Не фінішував |

Жінки
| Спортсмен  | Змагання                        | Час      | Місце |
| ---------- | ------------------------------- | -------- | ----- |
| Ніколь Кук | Групова шосейна гонка (жінки)   | 3:32:24  | 1     |
| Ніколь Кук | Роздільна шосейна гонка (жінки) | 37:14.25 | 15    |
| Шерон Лоз  | Групова шосейна гонка (жінки)   | 3:33:17  | 35    |
| Емма Пулі  | Групова шосейна гонка (жінки)   | 3:32:55  | 23    |
| Емма Пулі  | Роздільна шосейна гонка (жінки) | 35:16.01 | 2     |

#### Трекові гонки

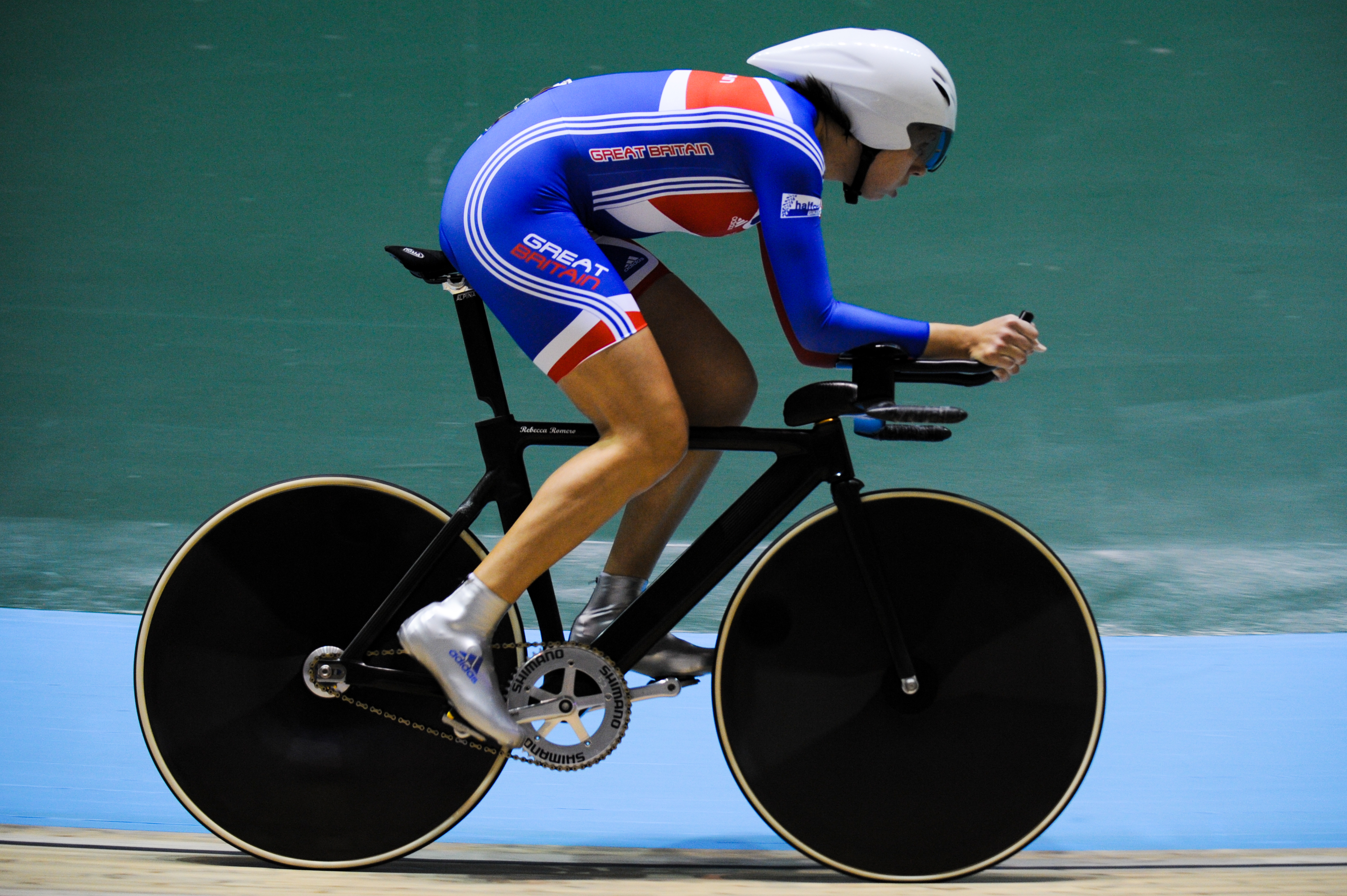
Золота медалістка у індивідуальній гонці переслідування Ребекка Ромеро.

Спринт
| Спортсмен                           | Змагання                    | Кваліфікація           | Кваліфікація | Раунд 1                                 | Раунд 2                               | Чвертьфінал                                        | Півфінал                                      | Фінал                                        | Фінал |
| Спортсмен                           | Змагання                    | Час Швидкість (км/год) | Місце        | Опонент Час Швидкість (км/год)          | Опонент Час Швидкість (км/год)        | Опонент Час Швидкість (км/год)                     | Опонент Час Швидкість (км/год)                | Опонент Час Швидкість (км/год)               | Місце |
| ----------------------------------- | --------------------------- | ---------------------- | ------------ | --------------------------------------- | ------------------------------------- | -------------------------------------------------- | --------------------------------------------- | -------------------------------------------- | ----- |
| Кріс Гой                            | Спринт (чоловіки)           | 9.815 OP 73.357        | 1 Q          | Дмитрієв (RUS) Перемога 10.607 67.879   | Ватанабе (JPN) Перемога 10.636 67.694 | Аванг (MAS) Перемога 10.820, Перемога 10.302       | Бурґен (FRA) Перемога 10.260, Перемога 10.358 | Кенні (GBR) Перемога 12.228, Перемога 10.216 | 1     |
| Джейсон Кенні                       | Спринт (чоловіки)           | 9.857 73.044           | 2 Q          | Квятовські (POL) Перемога 10.672 67.466 | Аванг (MAS) Перемога 10.531 68.369    | Сіро (FRA) Перемога 10.546, Перемога 10.595        | Леві (GER) Перемога 10.594, Перемога 10.335   | Гой (GBR) Поразка, Поразка                   | 2     |
| Вікторія Пендлтон                   | Спринт (жінки)              | 10.963 ОР 65.675       | 1 Q          | Цукуда (JPN) Перемога 11.736 61.349     | Н/Д                                   | Крупецкайте (LTU) Перемога 11.839, Перемога 11.672 | Каніс (NED) Перемога 11.537, Перемога 11.885  | Мірс (AUS) Перемога 11.363, Перемога 11.118  | 1     |
| Кріс Гой Джейсон Кенні Джеймі Стафф | Командний спринт (чоловіки) | 42.950 62.863          | 1 Q          | США (USA) Перемога 43.034 62.741        | Н/Д                                   | Н/Д                                                | Н/Д                                           | Франція (FRA) Перемога 43.128 62.604         | 1     |

Гонка переслідування
| Спортсмен                                           | Змагання                                      | Кваліфікація | Кваліфікація | Півфінали                 | Півфінали | Фінали                   | Фінали |
| Спортсмен                                           | Змагання                                      | Час          | Місце        | Опонент Результат         | Місце     | Опонент Результат        | Місце  |
| --------------------------------------------------- | --------------------------------------------- | ------------ | ------------ | ------------------------- | --------- | ------------------------ | ------ |
| Стівен Берк                                         | Індивідуальна гонка переслідування (чоловіки) | 4:22.260     | 5 Q          | Дюдя (UKR) 4:21.558       | 3 Q       | Марков (RUS) 4:20.947    | 3      |
| Бредлі Віґґінз                                      | Індивідуальна гонка переслідування (чоловіки) | 4:15.031 OP  | 1 Q          | Сєров (RUS) 4:16.571      | 1 Q       | Ролстон (NZL) 4:16.977   | 1      |
| Венді Гувенаґел                                     | Індивідуальна гонка переслідування (жінки)    | 3:28.443 НР  | 1 Q          | Козлікова (CZE) 3:27.829  | 2 Q       | Ромеро (GBR) 3:30.395    | 2      |
| Ребекка Ромеро                                      | Індивідуальна гонка переслідування (жінки)    | 3:28.641     | 2 Q          | Мактаєр (AUS) 3:27.703 НР | 1 Q       | Гувенаґел (GBR) 3:28.321 | 1      |
| Ед Кленсі Пол Меннінг Джерейнт Томас Бредлі Віґґінз | Командна гонка переслідування (чоловіки)      | 3:57.101     | 1 Q          | Росія (RUS) 3:55.202 СР   | 1 Q       | Данія (DEN) 3:53.314 СР  | 1      |

Кейрін
| Спортсмен  | Змагання          | 1-й раунд | Втішний заїзд | 2-й раунд | Фінали |
| Спортсмен  | Змагання          | Місце     | Місце         | Місце     | Місце  |
| ---------- | ----------------- | --------- | ------------- | --------- | ------ |
| Росс Едґар | Кейрін (чоловіки) | 1 Q       | BYE           | 1 Q       | 2      |
| Кріс Гой   | Кейрін (чоловіки) | 1 Q       | BYE           | 1 Q       | 1      |

Омніум
| Спортсмен                    | Змагання                   | Очки | Коло | Місце |
| ---------------------------- | -------------------------- | ---- | ---- | ----- |
| Кріс Ньютон                  | Гонка за очками (чоловіки) | 56   | 2    | 3     |
| Ребекка Ромеро               | Гонка за очками (жінки)    | 3    | 0    | 11    |
| Марк Кавендіш Бредлі Віґґінз | Медісон (чоловіки)         | 6    | 1    | 9     |

#### Маунтинбайк
| Спортсмен      | Змагання        | Час     | Місце |
| -------------- | --------------- | ------- | ----- |
| Олі Бекінґсейл | Крос (чоловіки) | 2:01:25 | 12    |
| Ліам Кайллін   | Крос (чоловіки) | 2:00:14 | 7     |

#### BMX
| Спортсмен    | Змагання       | Посів     | Посів | Чвертьфінали | Чвертьфінали | Півфінали  | Півфінали  | Фінал      | Фінал      |
| Спортсмен    | Змагання       | Результат | Місце | Очки         | Місце        | Очки       | Місце      | Результат  | Місце      |
| ------------ | -------------- | --------- | ----- | ------------ | ------------ | ---------- | ---------- | ---------- | ---------- |
| Ліам Філліпс | BMX (чоловіки) | 37.392    | 28    | 18           | 7            | Не пройшов | Не пройшов | Не пройшов | Не пройшов |
| Шенейз Рід   | BMX (жінки)    | 36.882    | 2     | Н/Д          | Н/Д          | 10         | 5          | вибула     | 8          |

### Стрибки у воду
В індивідуальних та синхронних стрибках у воду Британію на Олімпіаді представляли 10 спортсменів, у тому числі 14-річний Том Дейлі, який 2008 року виграв чемпіонат Європи на 10-метровій вишці. Він став одним з наймолодших спортсменів, які коли-небудь виступали за Велику Британію на Олімпіадах.
Чоловіки
| Спортсмен                     | Змагання                          | Попередні | Попередні | Півфінали  | Півфінали  | Фінал      | Фінал      |
| Спортсмен                     | Змагання                          | Очки      | Місце     | Очки       | Місце      | Очки       | Місце      |
| ----------------------------- | --------------------------------- | --------- | --------- | ---------- | ---------- | ---------- | ---------- |
| Бен Свейн                     | 3 м трамплін (чоловіки)           | 390.30    | 26        | Не пройшов | Не пройшов | Не пройшов | Не пройшов |
| Том Дейлі                     | 10 м вишка (чоловіки)             | 440.40    | 12 Q      | 458.60     | 8 Q        | 463.55     | 7          |
| Пітер Вотерфілд               | 10 м вишка (чоловіки)             | 497.65    | 4 Q       | 430.95     | 13         | Не пройшов | Не пройшов |
| Нік Робінсон-Бейкер Бен Свейн | Синхронні стрибки з 3 м трампліна | Н/Д       | Н/Д       | Н/Д        | Н/Д        | 402.36     | 7          |
| Блейк Олдрідж Том Дейлі       | Синхронні стрибки з 10 м вишки    | Н/Д       | Н/Д       | Н/Д        | Н/Д        | 408.48     | 8          |

Жінки
| Спортсмен                 | Змагання                                  | Попередні | Попередні | Півфінали  | Півфінали  | Фінал      | Фінал      |
| Спортсмен                 | Змагання                                  | Очки      | Місце     | Очки       | Місце      | Очки       | Місце      |
| ------------------------- | ----------------------------------------- | --------- | --------- | ---------- | ---------- | ---------- | ---------- |
| Ребекка Ґоллентрі         | Синхронні стрибки з 3 м трампліна (жінки) | 232.75    | 25        | Не пройшла | Не пройшла | Не пройшла | Не пройшла |
| Тоня Коуч                 | Синхронні стрибки з 10 м вишки (жінки)    | 320.40    | 12 Q      | 297.20     | 12 Q       | 328.70     | 8          |
| Стейсі Пауелл             | Синхронні стрибки з 10 м вишки (жінки)    | 313.90    | 14 Q      | 301.75     | 11 Q       | 303.50     | 10         |
| Тенді Джерард Гейлі Сейдж | Синхронні стрибки з 3 м трампліна (жінки) | Н/Д       | Н/Д       | Н/Д        | Н/Д        | 278.25     | 8          |
| Тоня Коуч Стейсі Пауелл   | Синхронні стрибки з 10 м вишки (жінки)    | Н/Д       | Н/Д       | Н/Д        | Н/Д        | 303.48     | 8          |

### Кінний спорт
Британію представляли на Іграх 12 вершників, виступаючи в трьох дисциплінах кінного спорту. Змагання відбувалися в Гонконзі. До команди входила Зара Філліпс, чинна чемпіонка світу й онука королеви Єлизавети II, доки її кінь, Toytown, не зазнав травми, що означало для неї пропуск другої Олімпіади поспіль.

#### Виїздка
| Спортсмен                                     | Кінь           | Змагання      | Гран-прі  | Гран-прі | Спеціальний гран-прі | Спеціальний гран-прі | Гран-прі фристайл | Гран-прі фристайл | Фінал      | Фінал      |
| Спортсмен                                     | Кінь           | Змагання      | Результат | Місце    | Результат            | Місце                | Результат         | Місце             | Результат  | Місце      |
| --------------------------------------------- | -------------- | ------------- | --------- | -------- | -------------------- | -------------------- | ----------------- | ----------------- | ---------- | ---------- |
| Лаура Бехтольсгаймер                          | Mistral Hojris | Індивідуальна | 65.917    | 24 Q     | 67.160               | 18                   | Не пройшла        | Не пройшла        | Не пройшла | Не пройшла |
| Джейн Грегорі                                 | Lucky Star     | Індивідуальна | 63.375    | 31       | Не пройшла           | Не пройшла           | Не пройшла        | Не пройшла        | Не пройшла | Не пройшла |
| Емма Гіндл                                    | Lancet 2       | Індивідуальна | 71.125    | 4 Q      | 70.440               | 9 Q                  | 74.250            | 6                 | 72.345     | 7          |
| Лаура Бехтольсгаймер Джейн Грегорі Емма Гіндл | див. вище      | Командна      | 66.805    | 7        | Н/Д                  | Н/Д                  | Н/Д               | Н/Д               | 66.805     | 6          |

#### Триборство
| Спортсмен                                                | Кінь                | Змагання      | Виїздка | Виїздка | Крос    | Крос    | Крос  | Конкур     | Конкур     | Конкур     | Конкур     | Конкур     | Конкур     | Всього  | Всього |
| Спортсмен                                                | Кінь                | Змагання      | Виїздка | Виїздка | Крос    | Крос    | Крос  | Відбіркові | Відбіркові | Відбіркові | Фінал      | Фінал      | Фінал      | Всього  | Всього |
| Спортсмен                                                | Кінь                | Змагання      | Штрафні | Місце   | Штрафні | Всього  | Місце | Штрафні    | Всього     | Місце      | Штрафні    | Всього     | Місце      | Штрафні | Місце  |
| -------------------------------------------------------- | ------------------- | ------------- | ------- | ------- | ------- | ------- | ----- | ---------- | ---------- | ---------- | ---------- | ---------- | ---------- | ------- | ------ |
| Тіна Кук                                                 | Miners Frolic       | Індивідуальне | 40.20   | 13      | 17.20   | 57.40   | 10    | 0.00       | 57.40      | 6 Q        | 0.00       | 57.40      | 3          | 57.40   | 3      |
| Дейзі Дік                                                | Spring Along        | Індивідуальне | 51.70 # | 37      | 17.20   | 68.90 # | 24    | 11.00      | 79.90 #    | 24         | Не пройшла | Не пройшла | Не пройшла | 79.90   | 24     |
| Вільям Фокс-Пітт                                         | Parkmore Ed         | Індивідуальне | 50.20 # | 34      | 10.00   | 60.20   | 14    | 4.00       | 64.20      | 14 Q       | 4.00       | 68.20      | 12         | 68.20   | 12     |
| Шерон Гант                                               | Tankers Town        | Індивідуальне | 43.50   | 18      | 47.60   | 91.10 # | 38    | 4.00       | 95.90 #    | 35         | Не пройшла | Не пройшла | Не пройшла | 95.90   | 35     |
| Мері Кінг                                                | Call Again Cavalier | Індивідуальне | 38.10   | 9       | 18.00   | 56.10   | 5     | 8.00       | 64.10      | 13 Q       | 4.00       | 68.10      | 11         | 68.10   | 11     |
| Тіна Кук Дейзі Дік Вільям Фокс-Пітт Шерон Гант Мері Кінг | див. вище           | Командне      | 121.80  | 4       | 51.90   | 173.70  | 3     | 12.00      | 185.70     | 3          | Н/Д        | Н/Д        | Н/Д        | 185.70  | 3      |

# — вказує, що очки не зараховувалися до результату команди

#### Конкур
| Спортсмен                                      | Кінь                 | Змагання       | Кваліфікація               | Кваліфікація               | Кваліфікація               | Кваліфікація               | Кваліфікація               | Кваліфікація               | Кваліфікація               | Кваліфікація               | Фінал                      | Фінал                      | Фінал                      | Фінал                      | Фінал                      | Всього                     | Всього                     |
| Спортсмен                                      | Кінь                 | Змагання       | Коло 1                     | Коло 1                     | Коло 2                     | Коло 2                     | Коло 2                     | Коло 3                     | Коло 3                     | Коло 3                     | Коло A                     | Коло A                     | Коло B                     | Коло B                     | Коло B                     | Всього                     | Всього                     |
| Спортсмен                                      | Кінь                 | Змагання       | Штрафні                    | Місце                      | Штрафні                    | Всього                     | Місце                      | Штрафні                    | Всього                     | Місце                      | Штрафні                    | Місце                      | Штрафні                    | Всього                     | Місце                      | Штрафні                    | Місце                      |
| ---------------------------------------------- | -------------------- | -------------- | -------------------------- | -------------------------- | -------------------------- | -------------------------- | -------------------------- | -------------------------- | -------------------------- | -------------------------- | -------------------------- | -------------------------- | -------------------------- | -------------------------- | -------------------------- | -------------------------- | -------------------------- |
| Бен Маєр                                       | Rolette              | Індивідуальний | 1                          | =14                        | 4                          | 5                          | =13 Q                      | 0                          | 5                          | 6 Q                        | 0                          | =1 Q                       | 20                         | 20                         | =20                        | 20                         | =20                        |
| Нік Скелтон                                    | Russel               | Індивідуальний | 1                          | =14                        | 8                          | 9                          | =22 Q                      | 13                         | 22                         | =31 Q                      | 12                         | 29                         | Не пройшов                 | Не пройшов                 | Не пройшов                 | 12                         | 29                         |
| Тім Стокдейл                                   | Fresh Direct Corlato | Індивідуальний | 4                          | =30                        | 4                          | 8                          | =16 Q                      | 8                          | 16                         | =18 Q                      | 0                          | =1 Q                       | 16                         | 16                         | =17                        | 16                         | =16                        |
| Джон Вітекер                                   | Peppermill           | Індивідуальний | 5                          | =39                        | Знявся — зашкутильгав кінь | Знявся — зашкутильгав кінь | Знявся — зашкутильгав кінь | Знявся — зашкутильгав кінь | Знявся — зашкутильгав кінь | Знявся — зашкутильгав кінь | Знявся — зашкутильгав кінь | Знявся — зашкутильгав кінь | Знявся — зашкутильгав кінь | Знявся — зашкутильгав кінь | Знявся — зашкутильгав кінь | Знявся — зашкутильгав кінь | Знявся — зашкутильгав кінь |
| Майкл Вітекер                                  | Suncal Portofino 63  | Індивідуальний | Знявся — зашкутильгав кінь | Знявся — зашкутильгав кінь | Знявся — зашкутильгав кінь | Знявся — зашкутильгав кінь | Знявся — зашкутильгав кінь | Знявся — зашкутильгав кінь | Знявся — зашкутильгав кінь | Знявся — зашкутильгав кінь | Знявся — зашкутильгав кінь | Знявся — зашкутильгав кінь | Знявся — зашкутильгав кінь | Знявся — зашкутильгав кінь | Знявся — зашкутильгав кінь | Знявся — зашкутильгав кінь | Знявся — зашкутильгав кінь |
| Бен Маєр Нік Скелтон Тім Стокдейл Джон Вітекер | див. вище            | Командний      | Н/Д                        | Н/Д                        | Н/Д                        | Н/Д                        | Н/Д                        | Н/Д                        | Н/Д                        | Н/Д                        | 16                         | =4                         | 21                         | 37                         | 7                          | 37                         | 7*                         |

### Фехтування
Від Британії в турнір фехтувальників відібралися три спортсмени. Два з них потрапили на Олімпіаду після перерозподілу місць Міжнародною федерацією фехтування (FIE) після відмови від участі інших фехтувальників.
Чоловіки
| Спортсмен       | Змагання | 1/64                                | 1/32                         | 1/16                      | Чвертьфінал           | Півфінал              | Фінал золотий/бронзовий | Фінал золотий/бронзовий |
| Спортсмен       | Змагання | Супротивник Результат               | Супротивник Результат        | Супротивник Результат     | Супротивник Результат | Супротивник Результат | Супротивник Результат   | Місце                   |
| --------------- | -------- | ----------------------------------- | ---------------------------- | ------------------------- | --------------------- | --------------------- | ----------------------- | ----------------------- |
| Річард Круз     | рапіра   | Н/Д                                 | Саліскан (ROU) Перемога 15-6 | Йоппіх (GER) Поразка 9-10 | Не пройшов            | Не пройшов            | Не пройшов              | Не пройшов              |
| Алекс О'Коннелл | шабля    | Микола Ковальов (RUS) Поразка 14-15 | Не пройшов                   | Не пройшов                | Не пройшов            | Не пройшов            | Не пройшов              | Не пройшов              |

Жінки
| Спортсменка      | Змагання | 1/64                     | 1/32                   | 1/16                   | Чвертьфінал            | Півфінал               | Фінал золотий/бронзовий | Фінал золотий/бронзовий |
| Спортсменка      | Змагання | Супротивниця Результат   | Супротивниця Результат | Супротивниця Результат | Супротивниця Результат | Супротивниця Результат | Супротивниця Результат  | Місце                   |
| ---------------- | -------- | ------------------------ | ---------------------- | ---------------------- | ---------------------- | ---------------------- | ----------------------- | ----------------------- |
| Мартіна Емануель | рапіра   | Смарт (USA) Поразка 7-15 | Не пройшла             | Не пройшла             | Не пройшла             | Не пройшла             | Не пройшла              | Не пройшла              |

### Хокей на траві

#### Чоловічий турнір
Команда Великої Британії та Північної Ірландії відібралася на олімпійський турнір із хокею на трав завдяки перемозі над збірною Індії у фіналі кваліфікаційного турніру. Вона потрапила до групи B за рейтингом. Завершивши ігри в підгрупі на третьому місці, британські хокеїсти виграли матч за загальне 5-е місце в команди Південної Кореї. Головним бомбардиром команди став Метт Дейлі з трьома голами.

#### Жіночий турнір
Жіноча збірна Великої Британії та Північної Ірландії відібралася на олімпійський турнір на чемпіонаті Європи 2007 року. Вона потрапила в підгрупу B. Посівши третє місце в підгрупі, команда грала матч за 5-6 місця з Австралією і поступилася. Головною бомбардиркою команди стала Кріста Каллен з трьома голами.

### Гімнастика
Британія виставила на змагання зі спортивної гімнастики та стрибків на батуті 9 спортсменів. Луїс Сміт, вигравши бронзову медаль у вправах на коні, став першим британським медалістом у вправах на окремому предметі й першим британцем-медалістом після Волтер Тайсолл, який з виграв в абсолютному заліку на Іграх 1908 року. До команди було відібрано Лору Джонс, але через зміщення диску в спині її замінила Імоген Кернс.

#### Спортивна
Чоловіки
| Спортсмен      | Змагання         | Кваліфікація | Кваліфікація | Кваліфікація | Кваліфікація | Кваліфікація | Кваліфікація | Кваліфікація | Кваліфікація | Фінал      | Фінал      | Фінал      | Фінал      | Фінал      | Фінал      | Фінал      | Фінал      |
| Спортсмен      | Змагання         | Предмет      | Предмет      | Предмет      | Предмет      | Предмет      | Предмет      | Всього       | Місце        | Предмет    | Предмет    | Предмет    | Предмет    | Предмет    | Предмет    | Всього     | Місце      |
| Спортсмен      | Змагання         | ВВ           | ГК           | Кіл          | ОС           | ПБ           | П            | Всього       | Місце        | ВВ         | ГК         | Кіл        | ОС         | ПБ         | П          | Всього     | Місце      |
| -------------- | ---------------- | ------------ | ------------ | ------------ | ------------ | ------------ | ------------ | ------------ | ------------ | ---------- | ---------- | ---------- | ---------- | ---------- | ---------- | ---------- | ---------- |
| Деніел Кітінгс | абсолютний залік | 14.900       | 15.175       | 13.775       | 15.625       | 14.900       | 14.575       | 88.950       | 25 Q         | 14.850     | 15.700     | 14.000     | 15.800     | 14.425     | 14.225     | 89.000     | 20         |
| Луїс Сміт      | абсолютний залік | 13.700       | 15.325       | 13.325       | 15.375       | 13.425       | 14.175       | 85.325       | 41           | Не пройшов | Не пройшов | Не пройшов | Не пройшов | Не пройшов | Не пройшов | Не пройшов | Не пройшов |
| Луїс Сміт      | вправи на коні   | Н/Д          | 15.325       | Н/Д          | Н/Д          | Н/Д          | Н/Д          | 15.325       | 5 Q          | Н/Д        | 15.725     | Н/Д        | Н/Д        | Н/Д        | Н/Д        | 15.725     | 3          |

Жінки
Командні змагання
| Спортсмен    | Змагання        | Кваліфікація | Кваліфікація | Кваліфікація | Кваліфікація | Кваліфікація | Кваліфікація | Фінал      | Фінал      | Фінал      | Фінал      | Фінал      | Фінал      |
| Спортсмен    | Змагання        | Предмет      | Предмет      | Предмет      | Предмет      | Всього       | Місце        | Предмет    | Предмет    | Предмет    | Предмет    | Всього     | Місце      |
| Спортсмен    | Змагання        | ВВ           | ОС           | РБ           | Кол          | Всього       | Місце        | ВВ         | ОС         | РБ         | Кол        | Всього     | Місце      |
| ------------ | --------------- | ------------ | ------------ | ------------ | ------------ | ------------ | ------------ | ---------- | ---------- | ---------- | ---------- | ---------- | ---------- |
| Імоген Кернс | командний залік | 14.855       | 14.850       | 13.475       | 14.175       | 57.050       | 33           | Не пройшли | Не пройшли | Не пройшли | Не пройшли | Не пройшли | Не пройшли |
| Беккі Доуні  | командний залік | 14.150       | 15.050       | 14.650       | 14.225       | 58.075       | 24 Q         | Не пройшли | Не пройшли | Не пройшли | Не пройшли | Не пройшли | Не пройшли |
| Марісса Кінг | командний залік | 13.750       | 14.875       | 13.475       | 14.325       | 56.425       | 42           | Не пройшли | Не пройшли | Не пройшли | Не пройшли | Не пройшли | Не пройшли |
| Бет Тведдл   | командний залік | 14.950       | Н/Д          | 15.650 Q     | Н/Д          | Н/Д          | Н/Д          | Не пройшли | Не пройшли | Не пройшли | Не пройшли | Не пройшли | Не пройшли |
| Ганна Вілан  | командний залік | 14.125       | 13.500       | Н/Д          | 14.325       | Н/Д          | Н/Д          | Не пройшли | Не пройшли | Не пройшли | Не пройшли | Не пройшли | Не пройшли |
| Ребекка Вінг | командний залік | Н/Д          | 14.550       | 14.575       | 14.575       | Н/Д          | Н/Д          | Не пройшли | Не пройшли | Не пройшли | Не пройшли | Не пройшли | Не пройшли |
| Всього       | командний залік | 57.775       | 59.325       | 57.875       | 57.450       | 232.425      | 9            | Не пройшли | Не пройшли | Не пройшли | Не пройшли | Не пройшли | Не пройшли |

Індивідуальні фінали
| Спортсмен   | Змагання          | Предмет | Предмет | Предмет | Предмет | Всього | Місце |
| Спортсмен   | Змагання          | ВВ      | ОС      | РБ      | Кол     | Всього | Місце |
| ----------- | ----------------- | ------- | ------- | ------- | ------- | ------ | ----- |
| Беккі Доуні | абсолютний залік  | 14.100  | 15.025  | 15.625  | 14.700  | 59.450 | 12    |
| Бет Тведдл  | різновисокі бруси | Н/Д     | Н/Д     | 16.625  | Н/Д     | 16.625 | 4     |

Результат фіналу змагань на різновисоких брусах, де Бет Тведдл посіла 4-е місце, потрапили під сумнів, коли знайшлися свідчення того, що китайським гімнасткам Хе Кесінь та Ян Ілінь ще тільки 14, а тому вони їм не дозволено виступати на Іграх. МОК розпочав розслідування. Тведдл могла стати другою й отримати срібну медаль. Через 5 з половиною тижнів розслідування МОК зняло підозру з китайських гімнасток, і результати залишилися чинними.

#### Батут
- Єдиною представницею Британії в стрибках на батуті була Клер Райт[42].

| Спортсмен | Змагання | Кваліфікація | Кваліфікація | Фінал      | Фінал      |
| Спортсмен | Змагання | Результат    | Місце        | Результат  | Місце      |
| --------- | -------- | ------------ | ------------ | ---------- | ---------- |
| Клер Райт | жінки    | 63.10        | 10           | Не пройшла | Не пройшла |

### Дзюдо
На змаганнях із дзюдо Велику Британію представляли 7 спортсменів. Жоден із британських дзюдоїстів не пробився далі від чвертьфіналу або до поєдинку за бронзу через втішні поєдинки. Команда не змогла виконати поставлений перед нею медальний план.
Чоловіки
| Спортсмен      | Змагання  | Попередні         | 1/16                               | 1/8                            | Чвертьфінал                    | Півфінал          | Втішний бій 1                   | Втішний бій 2                         | Втішний бій 3                   | Фінал З/Б         | Фінал З/Б  |
| Спортсмен      | Змагання  | Опонент Результат | Опонент Результат                  | Опонент Результат              | Опонент Результат              | Опонент Результат | Опонент Результат               | Опонент Результат                     | Опонент Результат               | Опонент Результат | Місце      |
| -------------- | --------- | ----------------- | ---------------------------------- | ------------------------------ | ------------------------------ | ----------------- | ------------------------------- | ------------------------------------- | ------------------------------- | ----------------- | ---------- |
| Крейг Фаллон   | до 60 кг  | BYE               | Сіккарді (MON) Перемога 1010-0000  | Пайшер (AUT) Поразка 0001-0002 | Не пройшов                     | Не пройшов        | Агамді (MAR) Перемога 0011-0000 | Кім Кьон Чін (PRK) Перемога 0100-0001 | Єкутієл (ISR) Поразка 0101-0200 | Не пройшов        | Не пройшов |
| Юен Бертон     | до 81 кг  | BYE               | Лусенті (ARG) Перемога 0010-0001   | Аттаф (MAR) Перемога 0010-0001 | Гонтюк (UKR) Поразка 0010-0121 | Не пройшов        | BYE                             | Валлес (COL) Перемога 0110-0001       | Каміло (BRA) Поразка 0010-0100  | Не пройшов        | Не пройшов |
| Вінстон Гордон | до 90 кг  | Н/Д               | Набієв (UZB) Поразка 0020-0100     | Не пройшов                     | Не пройшов                     | Не пройшов        | Не пройшов                      | Не пройшов                            | Не пройшов                      | Не пройшов        | Не пройшов |
| Пітер Казінс   | до 100 кг | Н/Д               | Жоржоліані (GEO) Поразка 0000-0010 | Не пройшов                     | Не пройшов                     | Не пройшов        | Не пройшов                      | Не пройшов                            | Не пройшов                      | Не пройшов        | Не пройшов |

Жінки
| Спортсмен      | Змагання | 1/16                           | 1/8                                 | 1/4               | Півфінал          | Втішний бій 1     | Втішний бій 2     | Втішний бій 3     | Фінал З/Б         | Фінал З/Б  |
| Спортсмен      | Змагання | Опонент Результат              | Опонент Результат                   | Опонент Результат | Опонент Результат | Опонент Результат | Опонент Результат | Опонент Результат | Опонент Результат | Місце      |
| -------------- | -------- | ------------------------------ | ----------------------------------- | ----------------- | ----------------- | ----------------- | ----------------- | ----------------- | ----------------- | ---------- |
| Сара Кларк     | до 63 кг | Гайлль (AUT) Поразка 0100-1011 | Не пройшла                          | Не пройшла        | Не пройшла        | Не пройшла        | Не пройшла        | Не пройшла        | Не пройшла        | Не пройшла |
| Мішелл Роджерс | до 78 кг | BYE                            | Чон Кьон Мі (KOR) Поразка 0000-0001 | Не пройшла        | Не пройшла        | Не пройшла        | Не пройшла        | Не пройшла        | Не пройшла        | Не пройшла |
| Каріна Браянт  | +78 кг   | BYE                            | Замботті (MEX) Поразка 0001-0021    | Не пройшла        | Не пройшла        | Не пройшла        | Не пройшла        | Не пройшла        | Не пройшла        | Не пройшла |

### Сучасне п'ятиборство
Велика Британія послала на Ігри максимально можливу кількість спортсменів. Уперше з 1996 року команда мала представників у змаганнях чоловіків.
| Спортсмен       | Змагання | Стрільба (10 м пневматичний пістолет) | Стрільба (10 м пневматичний пістолет) | Стрільба (10 м пневматичний пістолет) | Фехтування (шпага, один дотик) | Фехтування (шпага, один дотик) | Фехтування (шпага, один дотик) | Плавання (200 м вільним стилем) | Плавання (200 м вільним стилем) | Плавання (200 м вільним стилем) | Кінний спорт (конкур) | Кінний спорт (конкур) | Кінний спорт (конкур) | Біг (3000 м) | Біг (3000 м) | Біг (3000 м) | Всього очок | Підсум. місце |
| Спортсмен       | Змагання | Очки                                  | Місце                                 | Залік                                 | В/П                            | Місце                          | Залік                          | Час                             | Місце                           | Залік                           | Штраф                 | Місце                 | Залік                 | Час          | Місце        | Залік        | Всього очок | Підсум. місце |
| --------------- | -------- | ------------------------------------- | ------------------------------------- | ------------------------------------- | ------------------------------ | ------------------------------ | ------------------------------ | ------------------------------- | ------------------------------- | ------------------------------- | --------------------- | --------------------- | --------------------- | ------------ | ------------ | ------------ | ----------- | ------------- |
| Сем Віл         | Чоловіки | 177                                   | 25                                    | 1060                                  | 18-17                          | 13                             | 832                            | 2:02.87                         | 8                               | 1328                            | 164                   | 18                    | 1036                  | 9:21.18      | 8            | 1156         | 5412        | 10            |
| Нік Вудбрідж    | Чоловіки | 160                                   | 35                                    | 856                                   | 14-21                          | 29                             | 736                            | 1:55.96                         | 2                               | 1412                            | 140                   | 12                    | 1060                  | 9:34.46      | 20           | 1104         | 5168        | 25            |
| Гезер Фелл      | Жінки    | 185                                   | 6                                     | 1156                                  | 20-15                          | =11                            | 880                            | 2:12.77                         | 3                               | 1328                            | 56                    | 11                    | 1144                  | 10:19.28     | 5            | 1244         | 5752        | 2             |
| Кеті Лівінґстон | Жінки    | 178                                   | 18                                    | 1072                                  | 17-18                          | =18                            | 808                            | 2:15.68                         | 7                               | 1292                            | 28                    | 6                     | 1172                  | 10:29.47     | 10           | 1204         | 5548        | 7             |

### Академічне веслування
Британія виставила 43 веслувальники, найбільше відтоді, як на Олімпіаді 1992 року запровадили квоти. Британці змагалися в 12 з 14 видів програми. Веслувальники здобули медалі в 6 видах, що забезпечило команді перше загальне місце в медальному заліку. Зокрема на третій олімпіаді поспіль Британія здобула золото в четвірці розстібній без стерничого, а Зек Перчес та Марк Гантер здобули першу британську медаль в змаганнях легких човнів.
Чоловіки
| Спортсмен | Змагання                        | Попередні заїзди | Попередні заїзди | Втішний заїзд | Втішний заїзд | Чвертьфінали | Чвертьфінали | Півфінали | Півфінали | Фінал   | Фінал |
| Спортсмен | Змагання                        | Час              | Місце            | Час           | Місце         | Час          | Місце        | Час       | Місце     | Час     | Місце |
| --- | ------------------------------- | ---------------- | ---------------- | ------------- | ------------- | ------------ | ------------ | --------- | --------- | ------- | ----- |
| Алан Кемпбелл | одиночки                        | 7:14.98          | 1 QF             | Н/Д           | Н/Д           | 6:52.74      | 2 SA/B       | 7:05.24   | 2 FA      | 7:04:47 | 5     |
| Робін Берн-Тейлор Том Солсбері                                                                                       | двійка розстібна без стерничого | 6:59.48          | 4 R              | 6:41.43       | 4 FC          | Н/Д          | Н/Д          | BYE       | BYE       | 6:46.83 | 13    |
| Стівен Роуботам Меттью Веллс                                                                                         | двійка парна                    | 6:26.33          | 1 SA/B           | BYE           | BYE           | Н/Д          | Н/Д          | 6:21.15   | 3 FA      | 6:29.10 | 3     |
| Марк Гантер Зек Перчес                                                                                               | легка двійка парна              | 6:13.69 OB       | 1 SA/B           | BYE           | BYE           | Н/Д          | Н/Д          | 6:29.56   | 1 FA      | 6:10.99 | 1     |
| Том Джеймс Пітер Рід Ендрю Тріггс Годж Стів Вільямс                                                                  | четвірка розстібна              | 6:00.59          | 1 SA/B           | BYE           | BYE           | Н/Д          | Н/Д          | 5:54.77   | 1 FA      | 6:06.57 | 1     |
| Річард Чемберс Джеймс Кларк Джеймс Ліндсей-Фінн Пол Маттік                                                           | легка четвірка                  | 5:52.38          | 2 SA/B           | BYE           | BYE           | Н/Д          | Н/Д          | 6:08.75   | 3 FA      | 5:52.12 | 5     |
| Алестер Гіткот Меттью Ленгрідж Том Люсі Ейсер Нетеркотт (стерничий) Алекс Партрідж Колін Сміт Том Стеллард Джош Вест | вісімка                         | 5:25.86          | 1 FA             | BYE           | BYE           | Н/Д          | Н/Д          | Н/Д       | Н/Д       | 5:25.11 | 2     |

Жінки
| Спортсмен | Змагання                        | Попередні заїзди | Попередні заїзди | Втішний заїзд | Втішний заїзд | Півфінали | Півфінали | Фінал   | Фінал |
| Спортсмен | Змагання                        | Час              | Місце            | Час           | Місце         | Час       | Місце     | Час     | Місце |
| --- | ------------------------------- | ---------------- | ---------------- | ------------- | ------------- | --------- | --------- | ------- | ----- |
| Луїза Рів Олівія Вітлем | двійка розстібна без стерничого | 7:29.88          | 3 R              | 7:34.54       | 2 FA          | Н/Д       | Н/Д       | 7:33.61 | 6     |
| Анна Бебінгтон Ілайз Леверік | двійка парна                    | 7:08.65          | 3 R              | 6:54.76       | 1 FA          | Н/Д       | Н/Д       | 7:07.55 | 3     |
| Гелен Кейсі Гестер Гудселл | легка двійка парна              | 6:55.23          | 3 R              | 7:24.23       | 1 SA/B        | 7:17.67   | 5 FB      | 7:11.24 | 11    |
| Деббі Флад Кетрін Грейнджер Френсіс Готон Енні Вернон                                                                               | четвірка парна                  | 6:13.70          | 1 FA             | BYE           | BYE           | Н/Д       | Н/Д       | 6:17.37 | 2     |
| Карла Ешфорд Джесс Едді Кейті Грівз Наташа Говард* Елісон Ноулз* Каролін О'Коннор (стернича) Наташа Пейдж Бет Родфорд Сара Вінклесс | вісімка                         | 6:08.68          | 2 R              | 6:12.10       | 3 FA          | Н/Д       | Н/Д       | 6:13.74 | 5     |

Легенда: FA=Фінал A (медальний); FB=Фінал B (немедальний); FC=Фінал C (немедальний); FD=Фінал D (немедальний); FE=Фінал E (немедальний); FF=Фінал F (немедальний); SA/B=півфінали A/B; SC/D=півфінали C/D; SE/F=півфінали E/F; QF=чвертьфінал; R=втішний заїзд
* У фіналі через хворобу спортсменок відбулися заміни: Луїза Рів виступала замість Говард, а Еліс Фріман за Ноулз

### Вітрильний спорт
Велика Британія виставила екіпаж у всіх класах яхт. Команда завершила Олімпіаду на першому місці в загальному заліку, вигравши 6 медалей і перевищивши медальний план. Бен Ейнслі здобув золоту медаль на третіх іграх поспіль і став найкращим британським яхтсменом олімпіад.
Чоловіки
| Спортсмен                     | Змагання | Перегони | Перегони | Перегони | Перегони | Перегони | Перегони | Перегони | Перегони | Перегони | Перегони | Перегони | Чисті очки | Місце |
| Спортсмен                     | Змагання | 1        | 2        | 3        | 4        | 5        | 6        | 7        | 8        | 9        | 10       | M*       | Чисті очки | Місце |
| ----------------------------- | -------- | -------- | -------- | -------- | -------- | -------- | -------- | -------- | -------- | -------- | -------- | -------- | ---------- | ----- |
| Нік Демпсі                    | RS: X    | 11       | 9        | 3        | 2        | 1        | 7        | 17       | 5        | 3        | 5        | 14       | 60         | 4     |
| Пол Ґудісон                   | Лазер    | 15       | 2        | 15       | 1        | 9        | 7        | 1        | 4        | 6        | CAN      | 18       | 63         | 1     |
| Джонатан Ґленфілд Нік Роджерс | 470      | 19       | 5        | 1        | 4        | 9        | 6        | 20       | 30 OCS   | 2        | 3        | 6        | 75         | 2     |
| Аєн Персі Ендрю Сімпсон       | Зоряний  | 7        | 13       | 3        | 5        | 8        | 2        | 1        | 1        | 2        | 6        | 14       | 49         | 1     |

Жінки
| Спортсмен                         | Змагання     | Перегони | Перегони | Перегони | Перегони | Перегони | Перегони | Перегони | Перегони | Перегони | Перегони | Перегони | Чисті очки | Місце |
| Спортсмен                         | Змагання     | 1        | 2        | 3        | 4        | 5        | 6        | 7        | 8        | 9        | 10       | M*       | Чисті очки | Місце |
| --------------------------------- | ------------ | -------- | -------- | -------- | -------- | -------- | -------- | -------- | -------- | -------- | -------- | -------- | ---------- | ----- |
| Брайоні Шоу                       | RS: X        | 4        | 3        | 11       | 6        | 28 OCS   | 6        | 5        | 3        | 1        | 2        | 4        | 45         | 3     |
| Пенні Кларк                       | Лазер-Радіал | 2        | 22       | 1        | 22       | 3        | 17       | 18       | 23       | 13       | CAN      | 14       | 112        | 10    |
| Крістіна Бассадоун Саскія Кларк   | 470          | 20 DSQ   | 8        | 3        | 4        | 15       | 13       | 8        | 3        | 15       | 5        | 8        | 82         | 6     |
| Сара Ейтон Сара Вебб Піппа Вілсон | Інглінг      | 2        | 3        | 4        | 7        | 4        | 2        | 2        | 5        | CAN      | CAN      | 2        | 24         | 1     |

Open
| Спортсмен                | Змагання | Гонка | Гонка | Гонка | Гонка | Гонка | Гонка | Гонка  | Гонка | Гонка | Гонка | Гонка | Гонка | Гонка | Гонка | Гонка | Гонка | Чисті очки | Місце |
| Спортсмен                | Змагання | 1     | 2     | 3     | 4     | 5     | 6     | 7      | 8     | 9     | 10    | 11    | 12    | 13    | 14    | 15    | M*    | Чисті очки | Місце |
| ------------------------ | -------- | ----- | ----- | ----- | ----- | ----- | ----- | ------ | ----- | ----- | ----- | ----- | ----- | ----- | ----- | ----- | ----- | ---------- | ----- |
| Бен Ейнслі               | Фін      | 10    | 1     | 4     | 1     | 1     | 10    | 2      | 2     | CAN   | CAN   | Н/Д   | Н/Д   | Н/Д   | Н/Д   | Н/Д   | 2     | 23         | 1     |
| Стіві Моррісон Бен Родс  | 49er     | 4     | 3     | 5     | 14    | 14    | 15    | 20 OCS | 3     | 2     | 8     | 11    | 15    | CAN   | CAN   | CAN   | 6     | 100        | 9     |
| Вілл Гауден Лі Макміллан | Торнадо  | 6     | 8     | 13    | 8     | 14    | 7     | 7      | 2     | 3     | 12    | Н/Д   | Н/Д   | Н/Д   | Н/Д   | Н/Д   | 2     | 68         | 6     |

M = медальна гонка; EL = вибув; CAN = гонку відмінили; OCS = початок гонки за лінією старту;

### Стрільба
Сполучене Королівство представляли 5 стрільців, чотири з дробовика, а один із гвинтівки.
Чоловіки
| Спортсмен        | Змагання                                       | Кваліфікація | Кваліфікація | Фінал      | Фінал      |
| Спортсмен        | Змагання                                       | Очки         | Місце        | Очки       | Місце      |
| ---------------- | ---------------------------------------------- | ------------ | ------------ | ---------- | ---------- |
| Річард Фолдс     | дубль-трап                                     | 137          | 5 Q          | 180        | 6          |
| Джонатан Геммонд | пневматична гвинтівка, 10 м                    | 589          | 29           | Не пройшов | Не пройшов |
| Джонатан Геммонд | дрібнокаліберна гвинтівка, 50 м, три положення | 1148         | 42           | Не пройшов | Не пройшов |
| Джонатан Геммонд | дрібнокаліберна гвинтівка, 50 м, лежачи        | 589          | 34           | Не пройшов | Не пройшов |
| Стівен Скотт     | дубль-трап                                     | 134          | 14           | Не пройшов | Не пройшов |

Жінки
| Спортсменка    | Змагання | Кваліфікація | Кваліфікація | Фінал      | Фінал      |
| Спортсменка    | Змагання | Очки         | Місце        | Очки       | Місце      |
| -------------- | -------- | ------------ | ------------ | ---------- | ---------- |
| Елена Аллен    | скіт     | 66           | 14           | Не пройшла | Не пройшла |
| Шарлотт Кервуд | трап     | 58           | 16           | Не пройшла | Не пройшла |

### Плавання

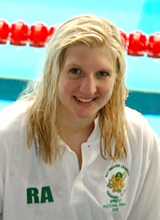
Дворазова чемпіонка Ребекка Адлінгтон.

На змаганнях з плавання Британію представляли 37 спортсменів. Відбіркові змагання були проведені в квітні в Шеффілді, а плавців на відкритій воді відібрали за результатами чемпіонату світу з плавання на відкритій воді, що відбувся в іспанському місті Севілья. Вигравши шість медалей (дві злоті, дві срібні й дві бронзові), команда перевиконала поставлений медальний план, що складав три медалі. Найбільшого успіху досягла Ребекка Адлінгтон, яка виборола два золота. Її золота медаль на дистанції 400 м вільним стилем стала першим золотом Британії з часів Олімпіади 1988 року, і першою жіночою медаллю з Олімпіади 1960 року.
Її друге золото, на 800 м вільним стилем, означало, що вона повторила найкращий результат британки в будь-якому виді спорту, і що вона стала найкращою плавчинею Британії за 100 років
Чоловіки
| Спортсмен                                                            | Змагання                    | Попередні  | Попередні | Півфінал   | Півфінал   | Фінал      | Фінал      |
| Спортсмен                                                            | Змагання                    | Час        | Місце     | Час        | Місце      | Час        | Місце      |
| -------------------------------------------------------------------- | --------------------------- | ---------- | --------- | ---------- | ---------- | ---------- | ---------- |
| Девід Керрі                                                          | 400 м вільним стилем        | 3:47.17 НР | 15        | Н/Д        | Н/Д        | Не пройшов | Не пройшов |
| Річард Чарлзворт                                                     | 1500 метрів вільним стилем  | 15:17.27   | 25        | Н/Д        | Н/Д        | Не пройшов | Не пройшов |
| Кріс Кук                                                             | 100 м брасом                | 1:00.70    | 15 Q      | 1:00.81    | 15         | Не пройшов | Не пройшов |
| Тодд Купер                                                           | 100 м батерфляєм            | 52.52      | 29        | Не пройшов | Не пройшов | Не пройшов | Не пройшов |
| Юен Дейл                                                             | 400 м комплексом            | 4:18.60    | 19        | Н/Д        | Н/Д        | Не пройшов | Не пройшов |
| Росс Девенпорт                                                       | 200 метрів вільним стилем   | 1:47.13    | 11 Q      | 1:47.35    | 10         | Не пройшов | Не пройшов |
| Девід Девіс                                                          | 1500 метрів вільним стилем  | 14:46.11   | 5 Q       | Н/Д        | Н/Д        | 14:52.11   | 6          |
| Девід Девіс                                                          | 10 км на відкритій воді     | Н/Д        | Н/Д       | Н/Д        | Н/Д        | 1:51:53.1  | 2          |
| Марк Фостер                                                          | 50 м вільним стилем         | 22.35      | 23        | Не пройшов | Не пройшов | Не пройшов | Не пройшов |
| Крістофер Гілкріст                                                   | 100 м брасом                | 1:01.34    | 27        | Не пройшов | Не пройшов | Не пройшов | Не пройшов |
| Крістофер Гілкріст                                                   | 200 м брасом                | 2:11.13    | 15 Q      | 2:10.27 НР | 13         | Не пройшов | Не пройшов |
| Джеймс Годдард                                                       | 200 м комплексом            | 1:59.74    | 13 Q      | 1:58.63    | 6 Q        | 1:59.24    | 6          |
| Томас Гаффілд                                                        | 400 м комплексом            | 4:16.72    | 17        | Н/Д        | Н/Д        | Не пройшов | Не пройшов |
| Джеймс Кертон                                                        | 200 м брасом                | 2:15.25    | 37        | Не пройшов | Не пройшов | Не пройшов | Не пройшов |
| Дін Мілвейн                                                          | 400 м вільним стилем        | 3:48.77    | 21        | Н/Д        | Н/Д        | Не пройшов | Не пройшов |
| Роббі Ренвік                                                         | 200 м вільним стилем        | 1:47.82    | 17 Q      | 1:47.07    | 8 Q        | 1:47.47    | 8          |
| Майкл Рок                                                            | 100 м батерфляєм            | 52.48      | 27        | Не пройшов | Не пройшов | Не пройшов | Не пройшов |
| Майкл Рок                                                            | 200 м батерфляєм            | 1:55.55    | 9 Q       | 1:55.90    | 12         | Не пройшов | Не пройшов |
| Грегор Тейт                                                          | 100 метрів на спині         | 54.62      | 16 Q      | 54.37      | 12         | Не пройшов | Не пройшов |
| Грегор Тейт                                                          | 200 метрів на спині         | 1:57.03    | 5 Q       | 1:56.72    | 6 Q        | 1:57.00    | 8          |
| Ліям Тенкок                                                          | 100 метрів на спині         | 53.85      | 6 Q       | 53.61      | 6 Q        | 53.39 НР   | 6          |
| Ліям Тенкок                                                          | 200 метрів комплексом       | 1:59.79    | 14 Q      | 1:59.42    | 7 Q        | 2:00.76    | 8          |
| Адам Браун Саймон Бернетт Росс Девенпорт Бенджамін Гокін             | 4x100 метрів вільним стилем | 3:13.69 НР | 8 Q       | Н/Д        | Н/Д        | 3:12.87 НР | 8          |
| Девід Керрі Росс Девенпорт Бенджамін Гокін Ендрю Гантер Роббі Ренвік | 4×200 м вільним стилем      | 7:07.89 НР | 4 Q       | Н/Д        | Н/Д        | 7:05.92 НР | 6          |
| Саймон Бернетт Кріс Кук Майкл Рок Ліям Тенкок                        | естафета 4×100 м комплексом | 3:33.83 НР | 5 Q       | Н/Д        | Н/Д        | 3:33.69 НР | 6          |

Кваліфікація до наступного кола (Q) визначалася тільки за часом, тому показані місця в загальному заліку серед усіх запливів.
Жінки
| Спортсменка                                                                                    | Змагання                | Попередні  | Попередні | Півфінал   | Півфінал   | Фінал      | Фінал      |
| Спортсменка                                                                                    | Змагання                | Час        | Місце     | Час        | Місце      | Час        | Місце      |
| ---------------------------------------------------------------------------------------------- | ----------------------- | ---------- | --------- | ---------- | ---------- | ---------- | ---------- |
| Ребекка Адлінгтон                                                                              | 400 м вільним стилем    | 4:02.24    | 2 Q       | Н/Д        | Н/Д        | 4:03.22    | 1          |
| Ребекка Адлінгтон                                                                              | 800 м вільним стилем    | 8:18.08 ОР | 1 Q       | Н/Д        | Н/Д        | 8:14.10 СР | 1          |
| Керсті Балфур                                                                                  | 100 м брасом            | 1:08.30    | 14 Q      | 1:09.23    | 15         | Не пройшла | Не пройшла |
| Керсті Балфур                                                                                  | 200 м брасом            | 2:27.87    | 18        | Не пройшла | Не пройшла | Не пройшла | Не пройшла |
| Еллен Генді                                                                                    | 200 м батерфляєм        | 2:08.98    | 15 Q      | 2:10.60    | 15         | Не пройшла | Не пройшла |
| Франсеска Голсолл                                                                              | 50 м вільним стилем     | 24.93      | 8 Q       | 24.80      | 10         | Не пройшла | Не пройшла |
| Франсеска Голсолл                                                                              | 100 м вільним стилем    | 53.93      | 5 Q       | 53.94      | 5 Q        | 54.29      | 8          |
| Франсеска Голсолл                                                                              | 100 м батерфляєм        | 58.70      | 21        | Не пройшла | Не пройшла | Не пройшла | Не пройшла |
| Кейт Гейвуд                                                                                    | 100 м брасом            | 1:08.18    | 11 Q      | 1:08.36    | 11         | Не пройшла | Не пройшла |
| Джоенн Джексон                                                                                 | 200 м вільним стилем    | 1:58.00    | 14 Q      | 1:58.70    | 14         | Не пройшла | Не пройшла |
| Джоенн Джексон                                                                                 | 400 м вільним стилем    | 4.03.80    | 4 Q       | Н/Д        | Н/Д        | 4:03.52    | 3          |
| Джемма Лоу                                                                                     | 100 м батерфляєм        | 58.49      | 16 Q      | 57.78 НР   | 6 Q        | 58.06      | 6          |
| Джемма Лоу                                                                                     | 200 м батерфляєм        | 2:08.07    | 10 Q      | 2:07.87    | 9          | Не пройшла | Не пройшла |
| Кейтлін Макклетчі                                                                              | 100 м вільним стилем    | DNS        | DNS       | Не пройшла | Не пройшла | Не пройшла | Не пройшла |
| Кейтлін Макклетчі                                                                              | 200 м вільним стилем    | 1:56.97    | 3 Q       | 1:57.73    | 7 Q        | 1:57.65    | 6          |
| Ганна Майлі                                                                                    | 200 м комплексом        | 2:11.72    | 4 Q       | 2:12.35    | 11         | Не пройшла | Не пройшла |
| Ганна Майлі                                                                                    | 400 м комплексом        | 4:36.56    | 8 Q       | Н/Д        | Н/Д        | 4:39.44    | 6          |
| Кессі Петтен                                                                                   | 800 м вільним стилем    | 8:25.91    | 8 Q       | Н/Д        | Н/Д        | 8:32.35    | 8          |
| Кессі Петтен                                                                                   | 10 км на відкритій воді | Н/Д        | Н/Д       | Н/Д        | Н/Д        | 1:59:31.0  | 3          |
| Кері-Енн Пейн                                                                                  | 200 м комплексом        | 2.12.78    | 15 Q      | 2:14.14    | 16         | Не пройшла | Не пройшла |
| Кері-Енн Пейн                                                                                  | 400 м комплексом        | 4:38.69    | 15        | Н/Д        | Н/Д        | Не пройшла | Не пройшла |
| Кері-Енн Пейн                                                                                  | 10 км на відкритій воді | Н/Д        | Н/Д       | Н/Д        | Н/Д        | 1:59:29.2  | 2          |
| Елізабет Сіммондс                                                                              | 100 м на спині          | 1:00.53    | 12 Q      | 1:00.39    | 10         | Не пройшла | Не пройшла |
| Елізабет Сіммондс                                                                              | 200 м на спині          | 2:08.66 НР | 2 Q       | 2:08.96    | 7 Q        | 2:08.51 НР | 6          |
| Джемма Споффорт                                                                                | 100 м на спині          | 1:00.11    | 6 Q       | 59.79      | 5 Q        | 59.38      | 4          |
| Джемма Споффорт                                                                                | 200 м на спині          | 2:10.56    | 16 Q      | 2:09.19    | 9          | Не пройшла | Не пройшла |
| Джулія Беккетт Франсеска Голсолл Мелані Маршал Кейтлін Макклетчі Джессіка Сілвестер            | 4x100 м вільним стилем  | 3:39.18 НР | 8 Q       | Н/Д        | Н/Д        | 3:38.18 НР | 7          |
| Ребекка Адлінгтон Франсеска Голсолл Джоенн Джексон Мелані Маршал Кейтлін Макклетчі Ганна Майлі | 4x200 м вільним стилем  | 7:56.16    | 9         | Н/Д        | Н/Д        | Не пройшли | Не пройшли |
| Франсеска Голсолл Кейт Гейвуд Джемма Лоу Джемма Споффорт                                       | 4x100 метрів комплексом | 3:59.14    | 2 Q       | Н/Д        | Н/Д        | 3:57.50    | 4          |

Кваліфікація до наступного кола (Q) визначалася тільки за часом, тому показані місця в загальному заліку серед усіх запливів.

### Синхронне плавання
Команду Великої Британії представляли на Іграх дві плавчині, які виступали дуетом.
| Спортсмен                     | Змагання | Технічна програма | Технічна програма | Довільна програма (попередні) | Довільна програма (попередні) | Довільна програма (попередні) | Довільна програма (фінал) | Довільна програма (фінал) | Довільна програма (фінал) |
| Спортсмен                     | Змагання | Очки              | Місце             | Очки                          | Всього (технічна + попередня) | Місце                         | Очки                      | Всього (технічна + фінал) | Місце                     |
| ----------------------------- | -------- | ----------------- | ----------------- | ----------------------------- | ----------------------------- | ----------------------------- | ------------------------- | ------------------------- | ------------------------- |
| Олівія Еллісон Дженна Ренделл | Дует     | 43.917            | 14                | 44.667                        | 88.584                        | 14                            | Не пройшли                | Не пройшли                | Не пройшли                |

### Тхеквондо
На змаганнях з тхеквондо Британія мала трьох представників. Сара Стівенсон завоювала першу британську медаль в історії цього виду спорту — бронзу категорії понад 67 кг.
| Спортсмен      | Змагання    | 1/8                        | Чвертьфінал                   | Півфінал                    | Втішний поєдинок         | Поєдинок за бронзу          | Фінал             | Фінал      |
| Спортсмен      | Змагання    | Опонент Результат          | Опонент Результат             | Опонент Результат           | Опонент Результат        | Опонент Результат           | Опонент Результат | Місце      |
| -------------- | ----------- | -------------------------- | ----------------------------- | --------------------------- | ------------------------ | --------------------------- | ----------------- | ---------- |
| Майкл Гарві    | до 58 кг    | Перес (MEX) Поразка 2-3    | Не пройшов                    | Не пройшов                  | Нікпаї (AFG) Поразка 1-3 | Не пройшов                  | Не пройшов        | Не пройшов |
| Аарон Кук      | до 80 кг    | Джейсон (MHL) Перемога 7-0 | Васкес (VEN) Перемога 5-2     | Сармієнто (ITA) Поразка 5-6 | BYE                      | Чжу Гуо (CHN) Поразка 1-4   | Не пройшов        | 5          |
| Сара Стівенсон | понад 67 кг | Давані (JOR) Перемога 3-2  | Чень Чжун (CHN) Перемога 2-1* | Еспіноса (MEX) Поразка 1-4  | BYE                      | Абд Рабо (EGY) Перемога 5-1 | Не пройшла        | 3          |

* Судді змінили результат поєдинку після успішного протесту британської команди, присудивши Сарі Стівенсон два очки за удар в голову в фінальному поєдинку, якого вони раніше не зауважили. Така зміна рішення після перегляду запису відбувалася, можливо, вперше за історію тхеквонодо. Інший британець, з яким були пов'язані надії, Аарон Кук теж висловив невдоволення суддями після поразки в поєдинку за бронзу.

### Теніс
У тенісі Британію представляли брати Мюррей. Енді Мюррей потрапив у турнір завдяки рейтингу, а Джеймі Мюррей був запрошений грати в парі Міжнародною федерацією тенісу.
| Спортсмен                 | Змагання         | 1/32                                   | 1/16                                         | Раунд 1/8                              | Чвертьфінал        | Півфінал           | Фінал З/Б          | Фінал З/Б  |
| Спортсмен                 | Змагання         | Суперник Результат                     | Суперник Результат                           | Суперник Результат                     | Суперник Результат | Суперник Результат | Суперник Результат | Місце      |
| ------------------------- | ---------------- | -------------------------------------- | -------------------------------------------- | -------------------------------------- | ------------------ | ------------------ | ------------------ | ---------- |
| Енді Мюррей               | одиночний розряд | Лю Яньсунь (TPE) Поразка 6-7(5-7), 4-6 | Не пройшов                                   | Не пройшов                             | Не пройшов         | Не пройшов         | Не пройшов         | Не пройшов |
| Енді Мюррей Джеймі Мюррей | парний розряд    | Н/Д                                    | Нестор / Німеєр (CAN) Перемога 4-6, 6-3, 6-4 | Клеман / Ллодра (FRA) Поразка 1-6, 3-6 | Не пройшли         | Не пройшли         | Не пройшли         | Не пройшли |

### Тріатлон
На змагання з тріатлону від Британії відібралися 5 спортсменів, три чоловіки й дві жінки. Чотири мали достатньо високий рейтинг Міжнародного союзу тріатлону, а Гелен Такер потрапила в Пекін завдяки перемозі на чемпіонаті світу 2008 року.
| Спортсмен       | Змагання | Плавання (1.5 км) | Зміна 1 | Велосипед (40 км)              | Зміна 2                        | Біг (10 км)                    | Загальний час                  | Місце                          |
| --------------- | -------- | ----------------- | ------- | ------------------------------ | ------------------------------ | ------------------------------ | ------------------------------ | ------------------------------ |
| Алістер Браунлі | чоловіки | 18:11             | 0:27    | 59:05                          | 0:29                           | 32:07                          | 1:50:19                        | 12                             |
| Вілл Кларк      | чоловіки | 18:53             | 0:27    | 58:23                          | 0:31                           | 32:18                          | 1:50:32                        | 14                             |
| Тім Дон         | чоловіки | 18:54             | 0:26    | Вибув як круговий на велоетапі | Вибув як круговий на велоетапі | Вибув як круговий на велоетапі | Вибув як круговий на велоетапі | Вибув як круговий на велоетапі |
| Голлі Авіл      | жінки    | 20:09             | 0:32    | Не фінішувала                  | Не фінішувала                  | Не фінішувала                  | Не фінішувала                  | Не фінішувала                  |
| Гелен Такер     | жінки    | 19:52             | 0:31    | 1:04:17                        | 0:36                           | 37:39                          | 2:02:55                        | 21                             |

### Важка атлетика
На Ігри відібралася тільки одна британська важкоатлетка — Мікаела Бріз. Для неї це була вже друга Олімпіада. Вона намагалася подолати наслідки травми спини, але завершила змагання тільки на 15 місці з 20.
| Спортсмен    | Змагання | Ривок     | Ривок | Поштовх   | Поштовх | Всього | Місце |
| Спортсмен    | Змагання | Результат | Місце | Результат | Місце   | Всього | Місце |
| ------------ | -------- | --------- | ----- | --------- | ------- | ------ | ----- |
| Мікаела Бріз | до 63 кг | 85        | 15    | 100       | 15      | 185    | 15    |

## Види спорту без британських представників у Пекіні
У двох видах спорту Британія не була представлена через причини, незалежні від спортсменів.

### Бейсбол
Бейсбольна збірна Великої Британії фінішувала другою на чемпіонаті Європи 2007, поступившись Нідерландам, що дало їй право грати у відбірковому турнірі на Тайвані. Однак, через нестачу коштів команда змушена була знятися, а її місце зайняла Німеччина.

### Футбол
Вибір Лондона столицею літніх Олімпійських ігор 2012 підняв питання про участь Британії у футбольному турнірі, ускладенене тим, що збірної Великої Британії з футболу не існує. Спочатку Британська олімпійська асоціація не виключала можливості участі британської команди в Олімпіаді 2008 року, але не змогла домовитися з Футбольною асоціацією Шотландії. У чемпіонаті Європи серед молодіжних команд 2007 року, що був відбірковим турніром на Олімпіаду, збірна Англії брала участь і добралася до півфіналу, що гарантувало місце на Олімпіаді. Оскільки на Олімпійських іграх повинна виступати збірна усієї країни, Англії не надали права послати команду, і провели відбірковий матч між Португалією та Італією. Аналогічна ситуація складася з жіночою збірною Англії, яка як одна з трьох найсильніших європейських команд на чемпіонаті світу 2007 року, повинна була б отримати путівку на Олімпіаду. Замість цього було проведено відбіркову гру між Данією та Швецією.

## Висвітлення у засобах масової інформації
Права на освітлення Олімпіади у Великій Британії належали компанії BBC. Широкий перелік варіантів перегляду забезпечив понад 2500 годин трансляції.
Уперше олімпійські трансляції проводилися з використанням формату високої роздільності. У глядачів була можливість доступу до 6 потокових каналів трансляції через Інтернет. Прямі трансляції на BBC One та BBC Two починалися о другій годині ночі, а після завершення дня змагань BBC One транслювала підсумкову програму «Ігри сьогодні».
Церемонії відкриття та закриття вели Сью Баркер і Х'ю Едвардс, ведучими передач упродовж дня були Адріан Чайлз, Клер Болдінг, Геббі Логан, Джейк Гамфрі, Сью Баркер, Гейзел Ірвін та Джон Інвердейл. На передачі запрошувалися гості з числа колишніх спортсменів, зокрема Майкл Джонсон, Шерлі Робертсон, Адріан Мургауз, Джонатан Едвардс, Кріс Бордман.
Подивитися ігри у Великій Британії можна було також на каналі Євроспорт. За правилами цей канал мав право вести прямі трансляції змагань за умови, що ці ж змагання транслювалися або могли б транслюватися BBC.
Освітлення Олімпіади на радіо проводили BBC Radio 5 Live та BBC Radio 5 Live Sports Extra в цифровому форматі.